# Liste der Baudenkmäler in Forchheim
Auf dieser Seite sind die Baudenkmäler in der oberfränkischen Großen Kreisstadt Forchheim zusammengestellt. Diese Tabelle ist eine Teilliste der Liste der Baudenkmäler in Bayern. Grundlage ist die Bayerische Denkmalliste, die auf Basis des Bayerischen Denkmalschutzgesetzes vom 1. Oktober 1973 erstmals erstellt wurde und seither durch das Bayerische Landesamt für Denkmalpflege geführt wird. Die folgenden Angaben ersetzen nicht die rechtsverbindliche Auskunft der Denkmalschutzbehörde.

## Ensembles

### Ensemble Altstadt Forchheim

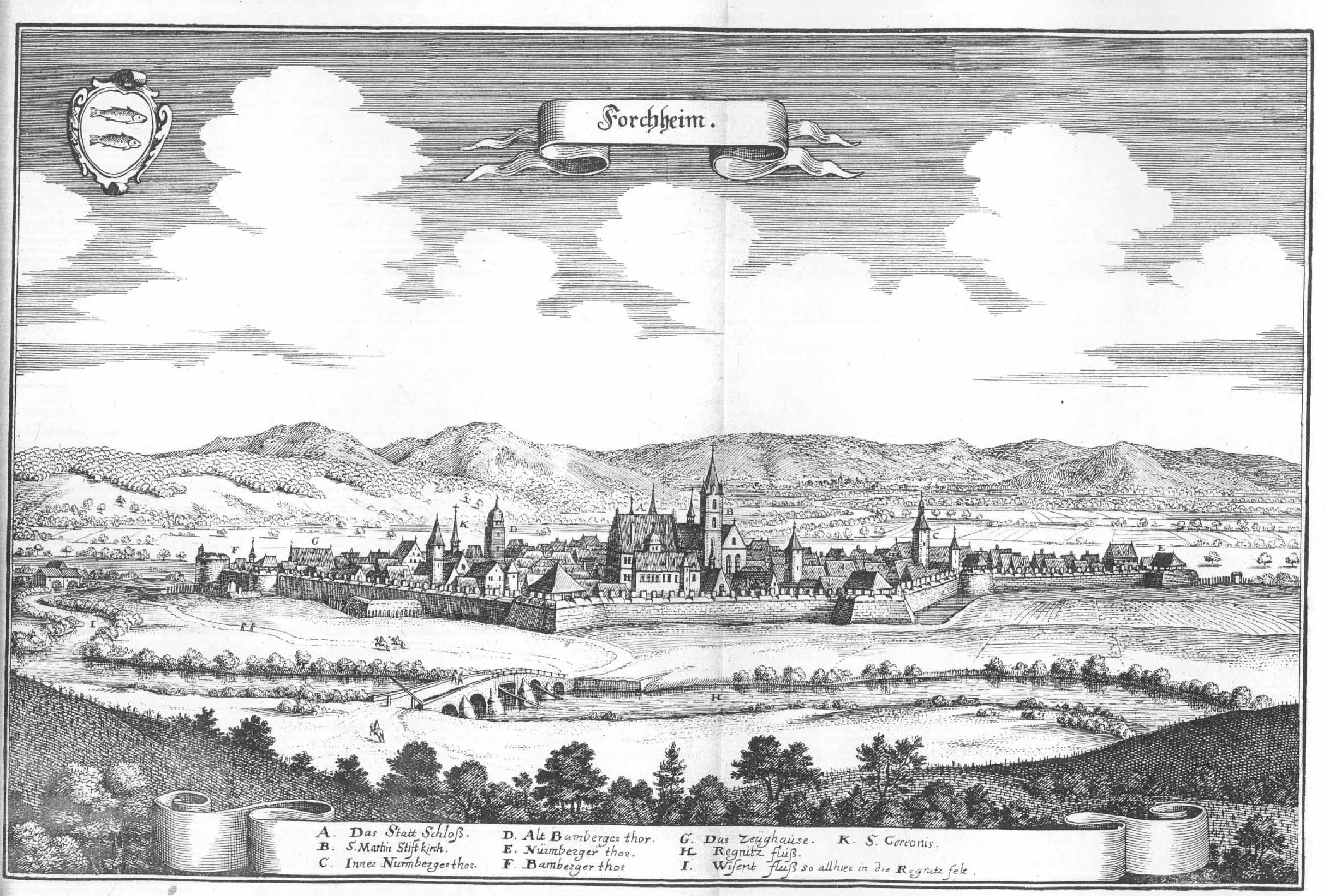
Ansicht Forchheims in der Topographia Franconiae von Matthäus Merian, 1656

Das Ensemble (Lage) umfasst den Stadtkern Forchheims innerhalb der frühneuzeitlichen Befestigung in seinen im historischen Bestand noch erhaltenen Bereichen. Die Altstadt lässt die verschiedenen Phasen des Stadtwachstums sowie die Nutzungen und sozialen Schichtungen der Quartiere noch gut ablesen, Reste der bastionären Befestigung haben sich bewahrt oder ihr Verlauf ist in der Straßenführung noch nachzuvollziehen. Den Kernpunkt der Entwicklung bilden die bischöfliche Burg und die frühe Pfarrkirche Sankt Martin. Bereits im 8. Jahrhundert kam es zur Anlage eines Königshofes und einer Pfalz innerhalb der heutigen Altstadt. An zwei Stellen, unter dem Rathaus und östlich des Wilhelm-Kleemann-Weges, wurden in den letzten Jahren Fundamentreste von Gebäuden aus dieser Zeit gefunden.
Aufenthalte fränkischer Könige seit der Mitte des 9. Jahrhunderts bezeugen das Bestehen einer Reisepfalz, die unter Arnulf von Kärnten (887–899) ihre Blüte hatte. Ob diese an der Stelle der später erbauten Bischofsresidenz lag, ist unwahrscheinlich (vermutlich westlich der Pfarrkirche). Entscheidend für Forchheims weitere Entwicklung bis 1802 war Heinrichs II. Schenkung des königlichen Gutes an das von ihm gegründete Bistum Bamberg 1007. Bischof Otto der Heilige (1102–1139) errichtete ein neues bischöfliches Haus und eine Marienkapelle, die im Kern noch heute besteht. Um die Pfarrkirche, seit 1354 Kollegiatstift, wurden seit dem 15. Jahrhundert die Höfe der Kanoniker errichtet, wodurch sich dort ein eigener geistlicher Bezirk bildete. Im Stadtgrundriss sind noch deutlich Burg und Kirche mit der umgebenden, ringförmigen Bebauung erkennbar. Wann Forchheim die Stadtrechte erhielt, ist nicht bekannt. In einer Urkunde von 1310 wird es als civitas bezeichnet. Eine Judengemeinde ist für 1289 im Zusammenhang mit einem Pogrom bezeugt (nach Wiederansiedlung wurden die Juden 1400 unter bischöflichen Schutz gestellt), 1499 ausgewiesen, in der Mitte des 17. Jahrhunderts war wieder eine jüdische Gemeinde vorhanden, 1763 die drittgrößte im Hochstift Bamberg. Entlang der Hauptstraße entstand im 12./13. Jahrhundert eine planmäßige Stadterweiterung als neues bürgerliches Zentrum. Nach Norden weitet sich die Straße zum alten Marktplatz und dem ehemaligen Eiermarkt, das ist der heute Hauptstraße genannte Teil, der zur Wiesent nach Norden führt, und dem Platz vor dem Rathaus, dem ehemaligen Grünen Markt.
Beherrschend ist die spätmittelalterliche Fachwerkhausgruppe mit dem Rathaus. Dahinter erhebt sich die abgeschiedene Stadtpfarrkirche Sankt Martin, hochaufragend wirkt sie ins Platzbild hinein. Die Hauptstraße, noch im 19. Jahrhundert schlechthin die Stadt genannt, prägt das charakteristische Nebeneinander von eng gereihten Fachwerkbauten, zum Teil verputzt, und Sandsteinbauten, wobei die Giebelstellung überwiegt. Nach Süden endet sie da, wo heute der Paradeplatz ansetzt, an der Stelle des abgegangenen Nürnberger Tores (Bettlerturm). In dieser prominenten Lage der ehemaligen Hauptverkehrsstraße Bamberg–Nürnberg waren Gasthäuser ebenso zu finden wie Händler mit ihren Läden. Auch die rückwärtigen Bereiche wurden bis zum Anfang des 19. Jahrhunderts überbaut, so dass nur wenige Freiflächen und Gärten übrig blieben. Von der Hauptstraße zweigen rechtwinklig kleinere Gassen ab, in denen sich in weniger prominenter Lage Handwerker und Ackerbürger befanden. Um 1300 wurde der Bereich zwischen der späteren Bischofsburg im Westen, der Hornschuchallee im Osten, dem Katharinenspital im Norden und dem Paradeplatz im Süden mit einer Mauer umfasst. Im späten 14. Jahrhundert erfolgte die Errichtung der bischöflichen Stadtburg mit ihren bedeutenden Wandmalereien. Der Verlauf dieser Stadtmauer ist noch in der teilweise gekrümmten Straßenführung, beispielsweise am nördlichen Paradeplatz, zu erkennen.
Außerhalb der ummauerten Stadt entwickelten sich seit dem 14. Jahrhundert Vorstädte, vor allem entlang der Ausfallstraße nach Norden und Süden. Im Osten vor der Stadtmauer entstand ein vorwiegend ackerbürgerlich geprägter Bereich, im Norden ein Scheunenviertel und entlang der Wiesent gab es zahlreiche Mühlen. Mit dem Ausbau Forchheims zur südlichen Landesfestung des Hochstifts Bamberg ab 1553 wurden diese Vorstadtbereiche in das bastionäre Befestigungssystem einbezogen. In dieser um fast zwei Drittel vergrößerten Stadtfläche zeichneten sich noch bis ins 19. Jahrhundert der Stadtkern und die späteren Erweiterungen ab. Ein großer Teil der von den Bastionen umgebenen Fläche war bis ins 19. Jahrhundert hinein nicht überbaut und wurde als Gartenland genutzt. In der Mitte des 17. Jahrhunderts war ein Franziskanerkloster, später Redemptoristenkloster Sankt Anton, am Ostrand der Stadt gegründet worden. Ein großer barocker Umbau war ausgeblieben, wohl auch bedingt durch den engen Gürtel der Befestigung. So ist in der Stadtanlage noch weitgehend das mittelalterliche System erhalten. Das geschlossene Ortsbild ist geprägt durch eine Vielzahl von Fachwerkbauten, teils noch mit mittelalterlichem Kern, und vornehmen barocken Sandsteinhäusern. Seit 1875 bis nach dem Ersten Weltkrieg änderte sich das Stadtbild durch das schrittweise Abtragen der Befestigung. Im Zweiten Weltkrieg blieb die Altstadt Forchheim von Bombenangriffen weitgehend verschont. Die Altstadt ist jetzt Einkaufszentrum, die Straßen sind teilweise Fußgängerzone, Häuser wurden zur Geschäftsnutzung umgebaut.
Aktennummer: E-4-74-126-8.

## Stadtbefestigung
Nach dem Markgräflerkrieg 1552 wurde Forchheim zur Festung ausgebaut. Die Festungswerke wurden nach dem Dreißigjährigen Krieg teilweise erneuert und modernisiert. Die Bastionärbefestigung (Lage) (Aktennummer D-4-74-126-3) besteht aus geböschten Mauern aus Sandsteinbuckelquadern. Davon sind erhalten:
- St.-Veit-Bastion, bezeichnet mit „15..“ (Ziffern nicht mehr lesbar) und „1793“ (Lage), Kurtinen südöstlich (Lage) anschließend sowie nördlich (Lage) bis zur Bastion am Saltor, vor Amtsgericht Mauerlücke. Der Grundriss ist ein schönes Beispiel für eine neu-italienische Bastion. Im Inneren befinden sich zwei parallele tonnengewölbte Kasematten. Im Innenwinkel der stumpfwinkelig zueinander stehenden Farcen befindet sich ein Brunnen, der ehemals von beiden Kasematten aus zugänglich war.
- Bastion beim Saltorturm, 16./18. Jahrhundert (Lage). Im Inneren befinden sich zwei parallele tonnengewölbte Kasematten und ein Brunnen im Innenwinkel der stumpfwinkelig zueinander stehenden Farcen. Der Zugang zu den Kasematten erfolgt über den Saltorturm.
- St.-Valentini-Werk (Zwingerbastion), bezeichnet mit „1657“ (Lage), südwestlich Kurtine bis zur Sattlertorstraße (Lage), nordöstlich Kurtine bis zum nördlichen Wasserschloss (Lage). Im Inneren befindet sich ein Rodengang. Die Bastion trägt die mit „1657“ bezeichneten Wappen von Fürstbischof Philipp Valentin Voit von Rieneck, Dompropst Franz Conrad von Stadion und Domdekan Georg Heinrich von Künsberg.
- Nördliches Wasserschloss, befestigter Wiesentdurchfluss, 16. Jahrhundert, bezeichnet mit „1784“ (Lage)
- St.-Petri-Werk oder Dernbach-Bastion, 1675 (bezeichnet mit „1664“), zwischen Bamberger Straße und Friedensstraße (Lage), im Inneren durch Rondengänge erschlossen; Wappen der Fürstbischofs Peter Philipp von Dernbach
- Dreikirchenbastion oder Henrici-Werk, nur die Nordostflanke ist erhalten, 1660 nördlich der Dreikirchenstraße (Lage)
- Drei Wappensteine der Neuwerkbastion aus dem 17. Jahrhundert befinden sich an der Turnhalle Luitpoltstraße 1

Ansichten der erhaltenen Festungsanlage von Nordosten entgegen dem Uhrzeigersinn:

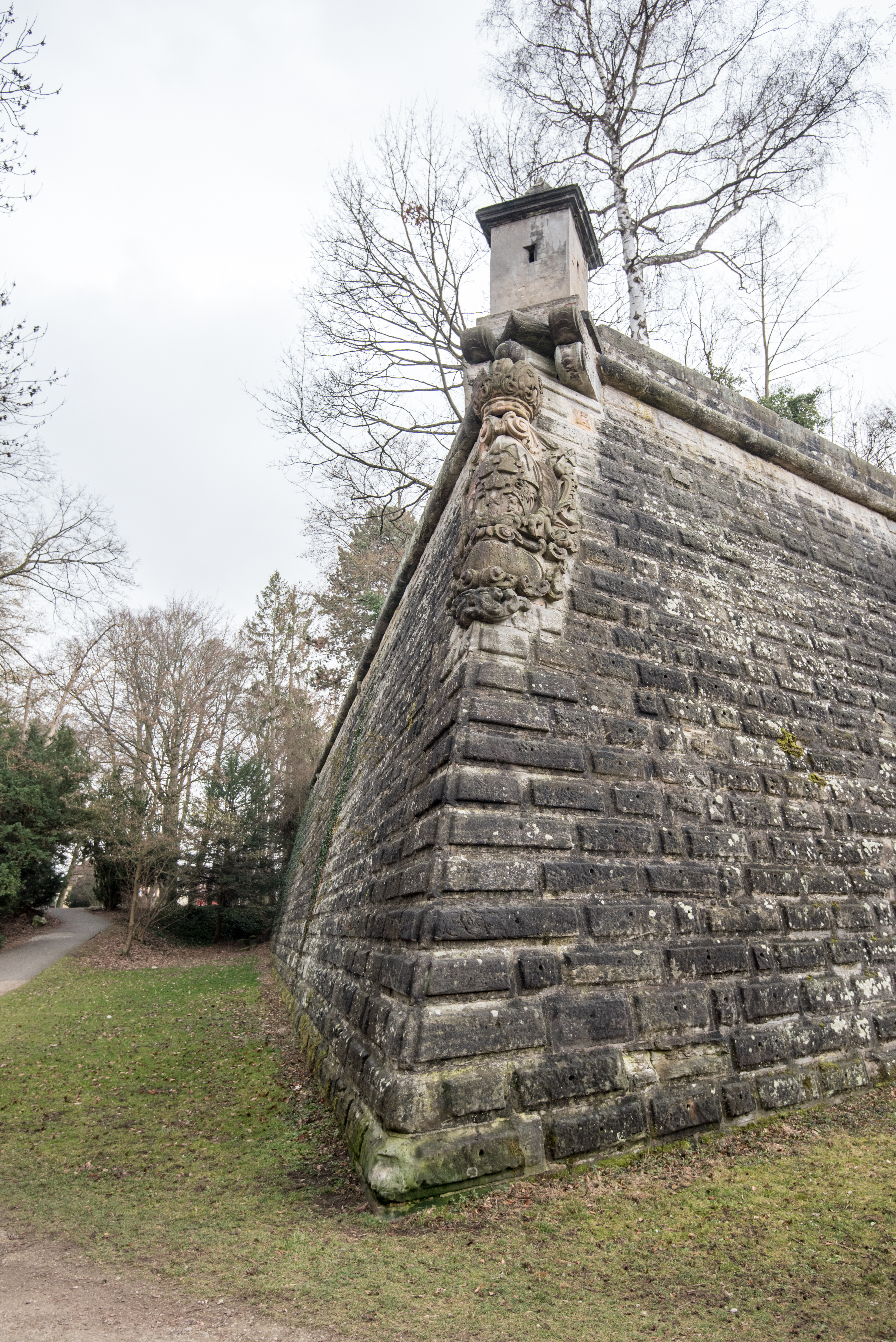
St.-Petri-Werk, Feldseite, nordöstliches Eck
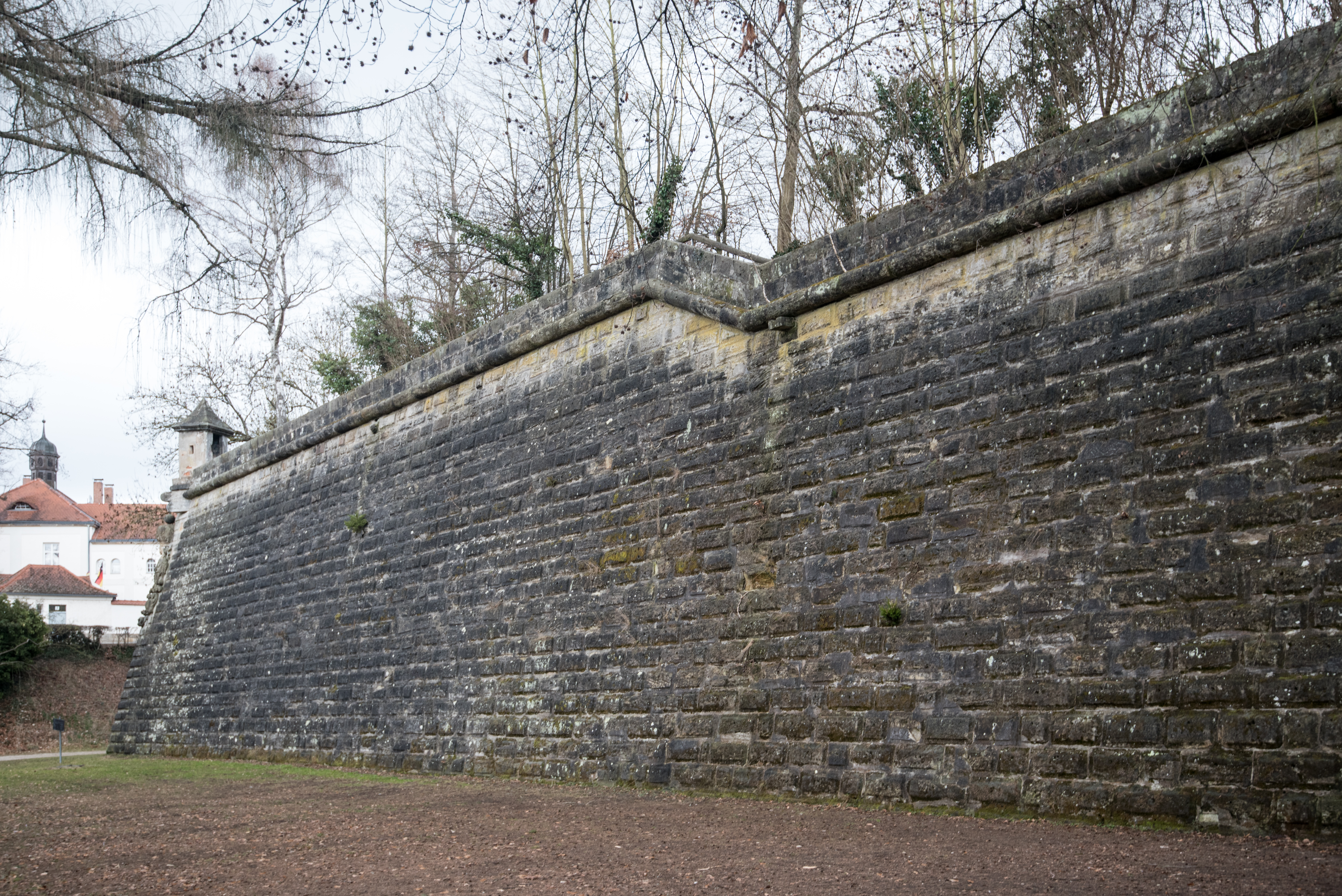
St.-Petri-Werk, Feldseite, Mauer entlang der Andreas-Steinmetz-Straße
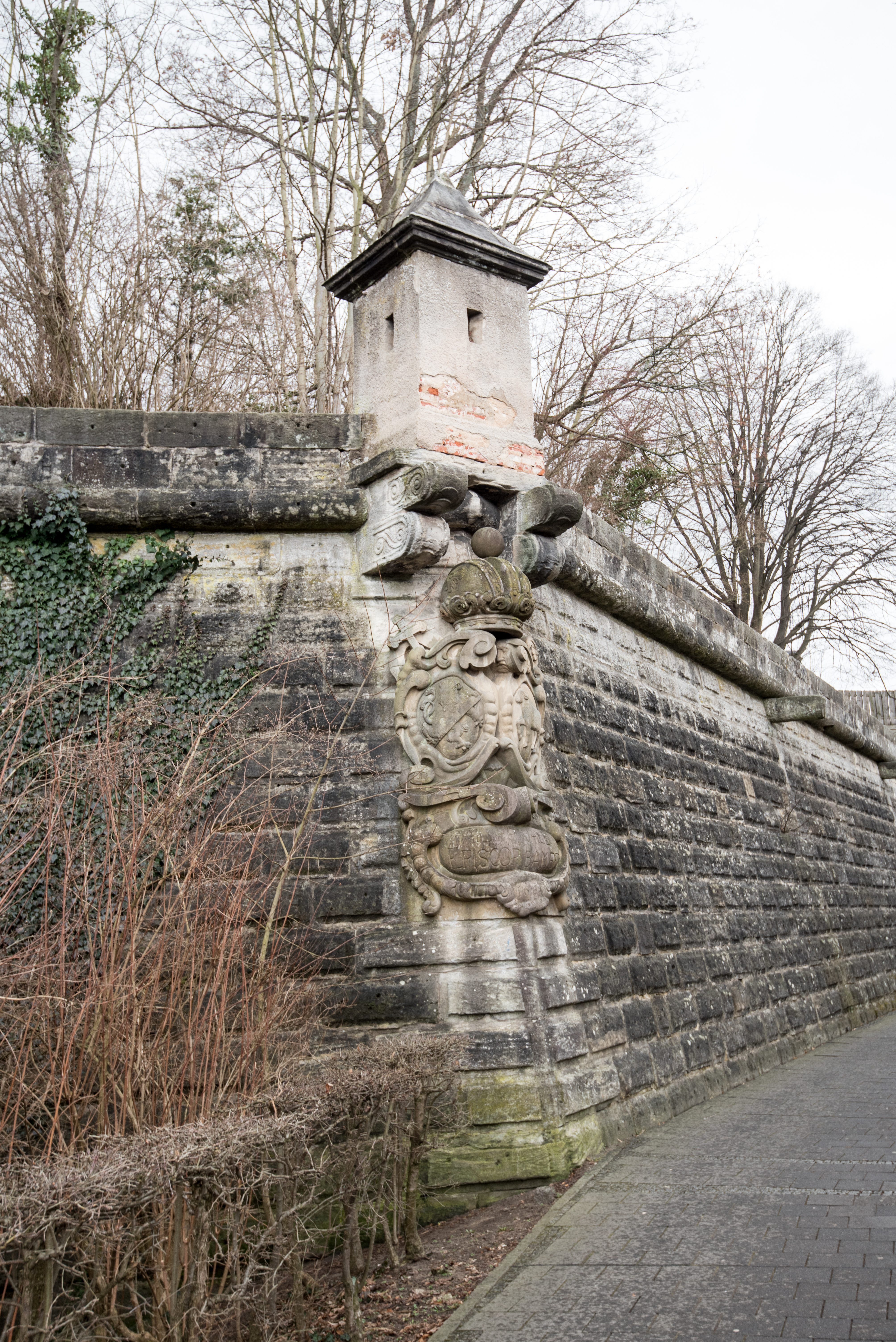
St.-Petri-Werk, Feldseite, Mauer an der Bamberger Straße
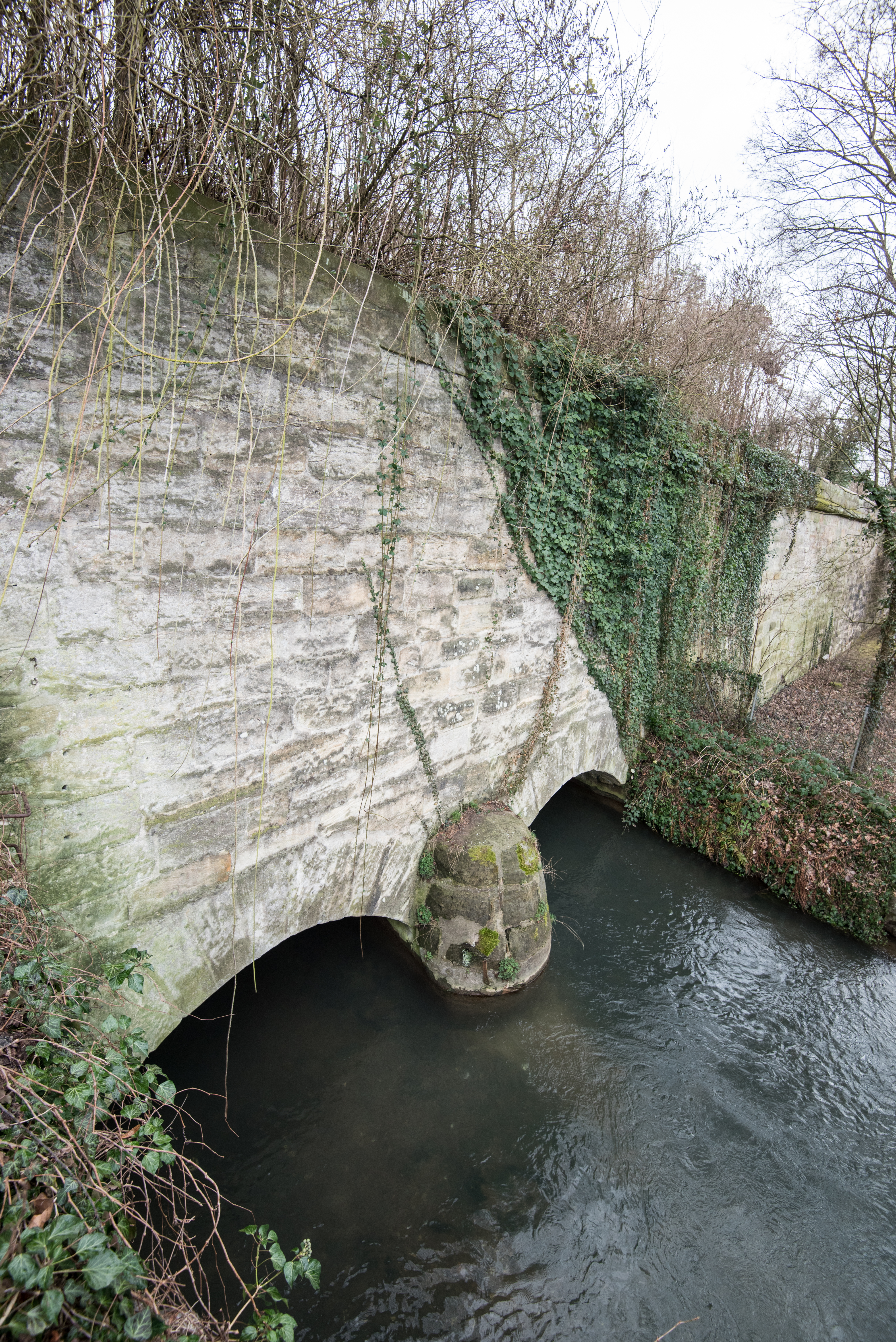
Nördliches Wasserschloss
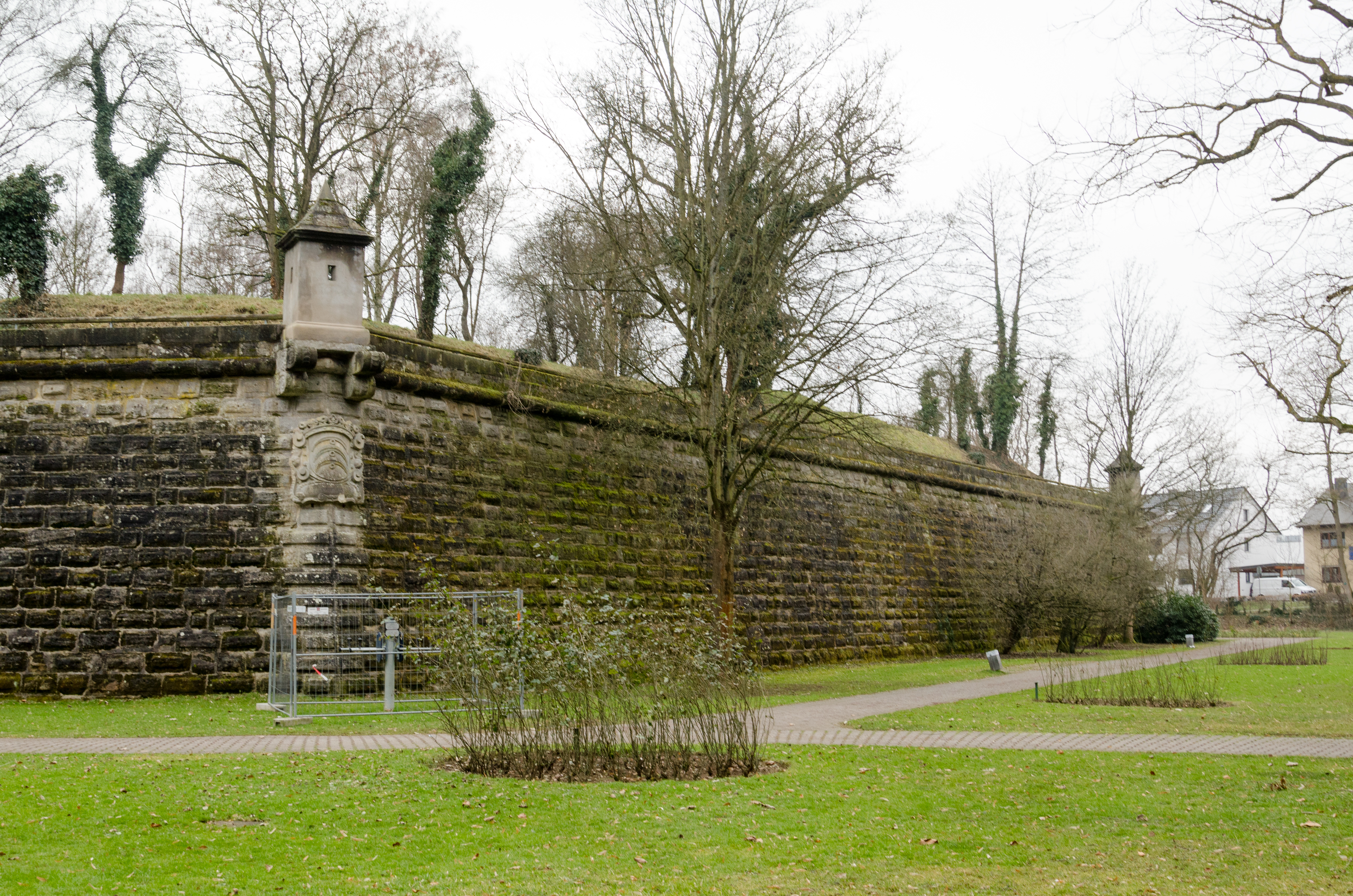
St.-Valentini-Werk, Feldseite
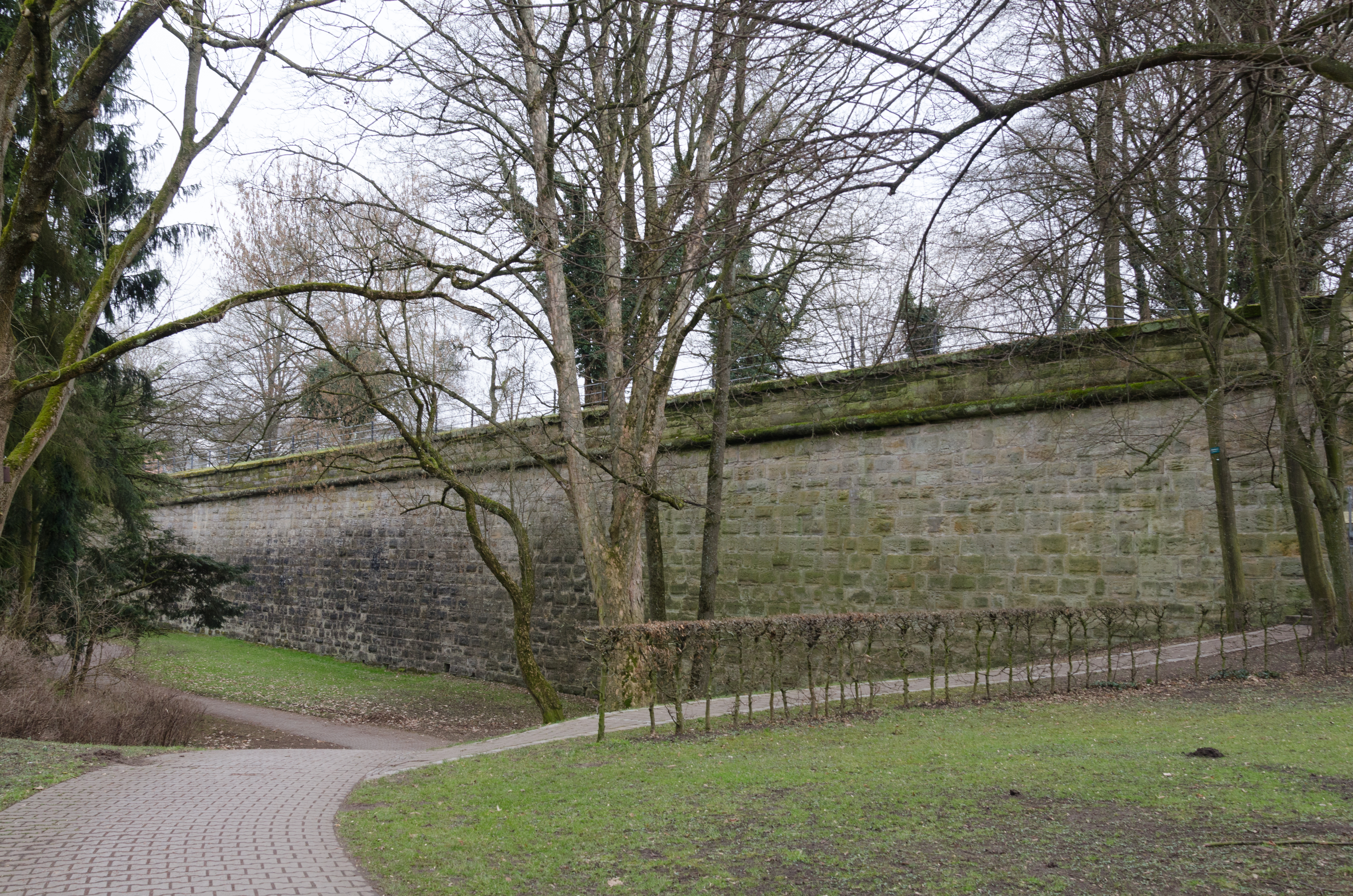
St.-Valentini-Werk, Kurtine bei der Sattlertorstraße
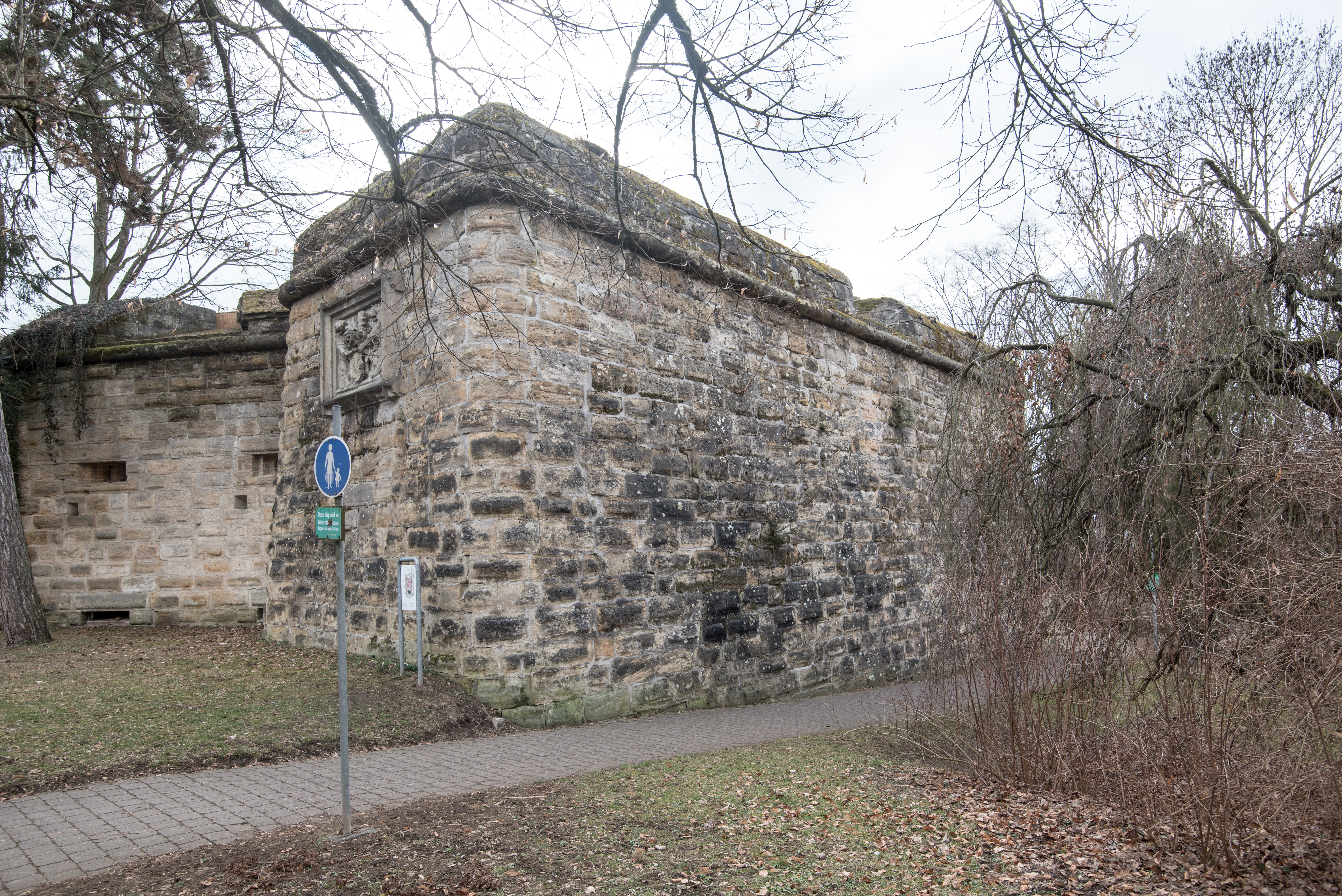
Bastion beim Saltorturm, Stadtseite
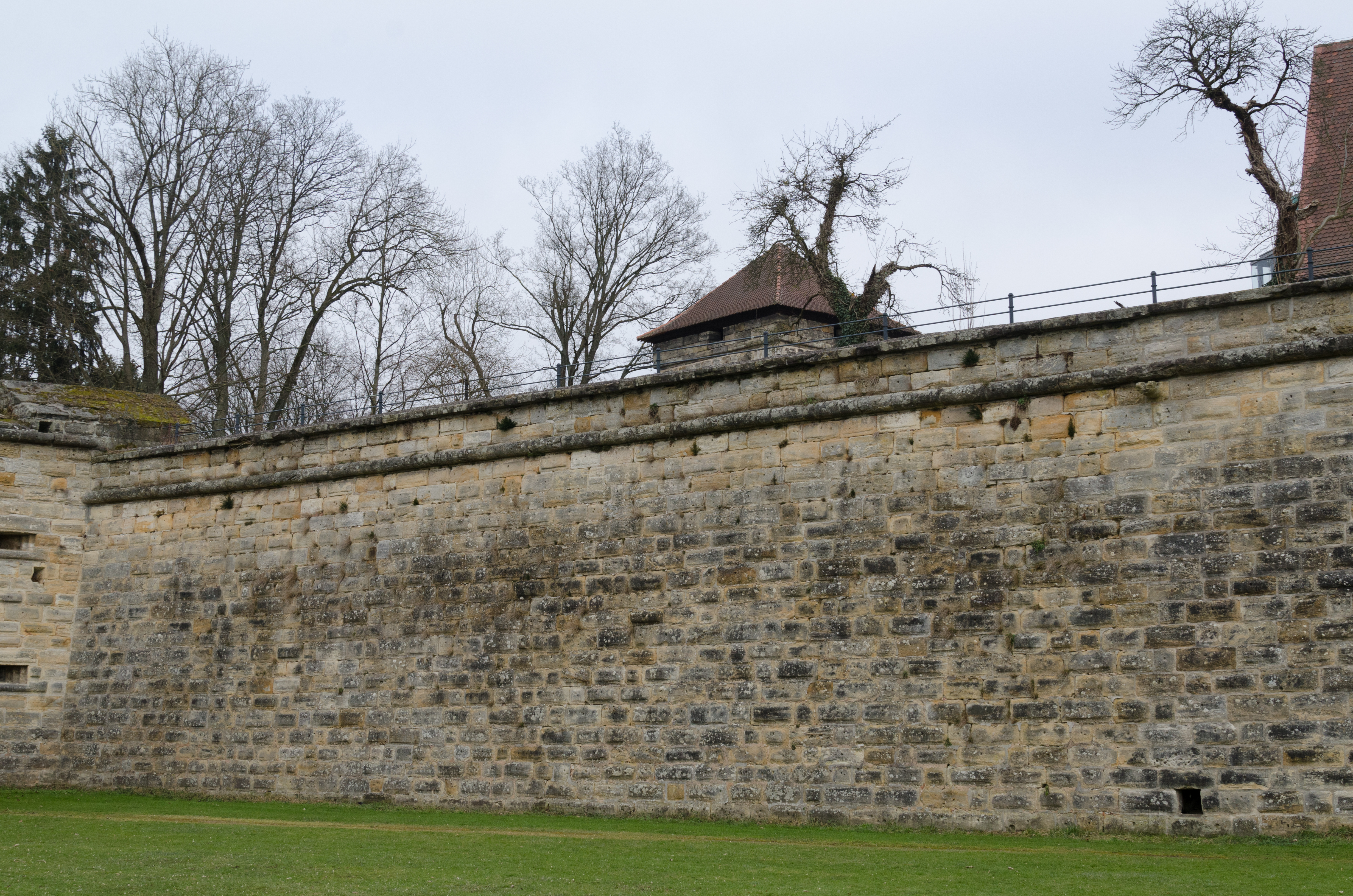
Kurtine beim Saltorturm, Feldseite
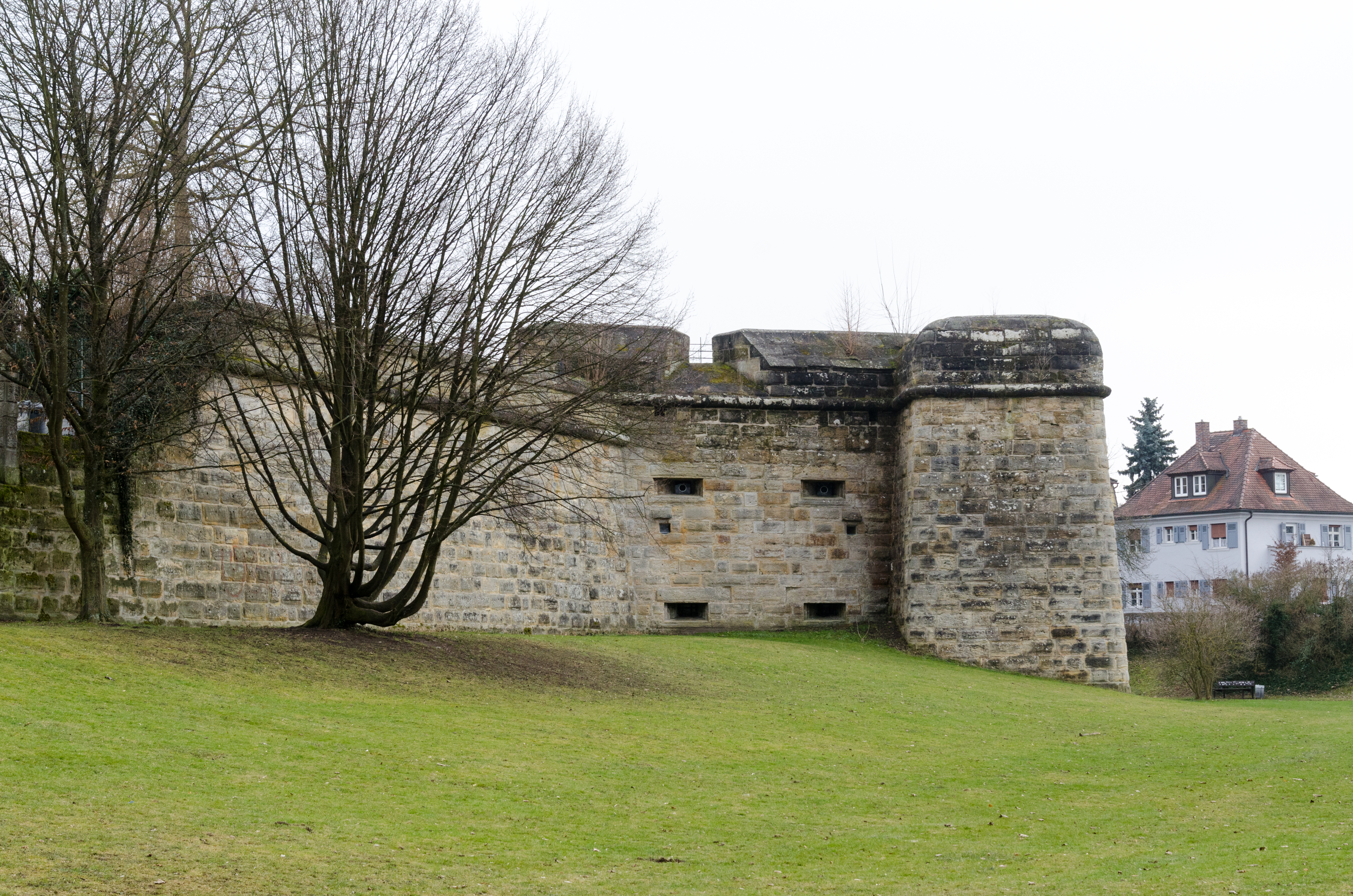
St. Veit-Bastion, Feldseite von Norden
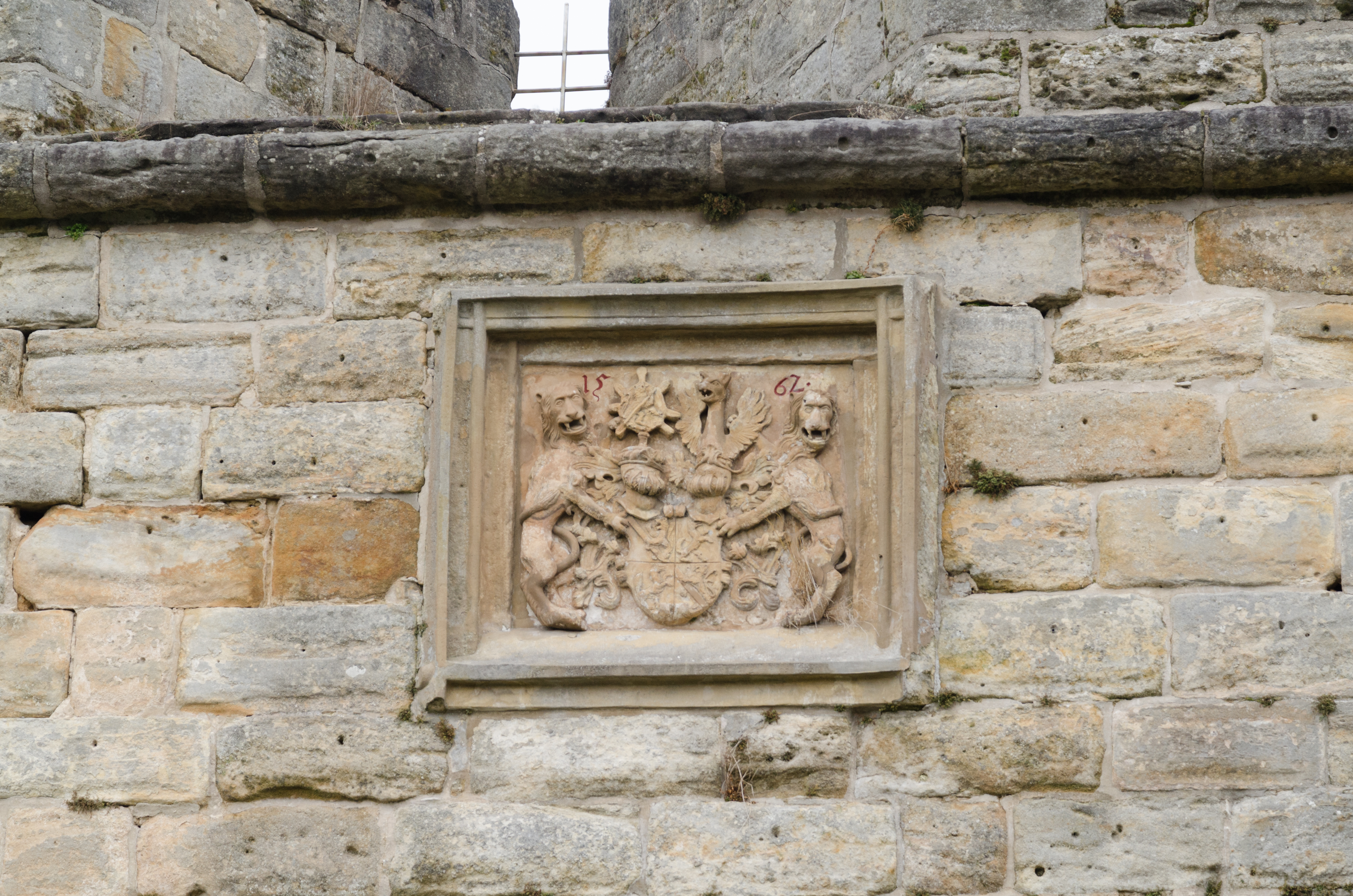
St. Veit-Bastion, Feldseite, Wappenstein
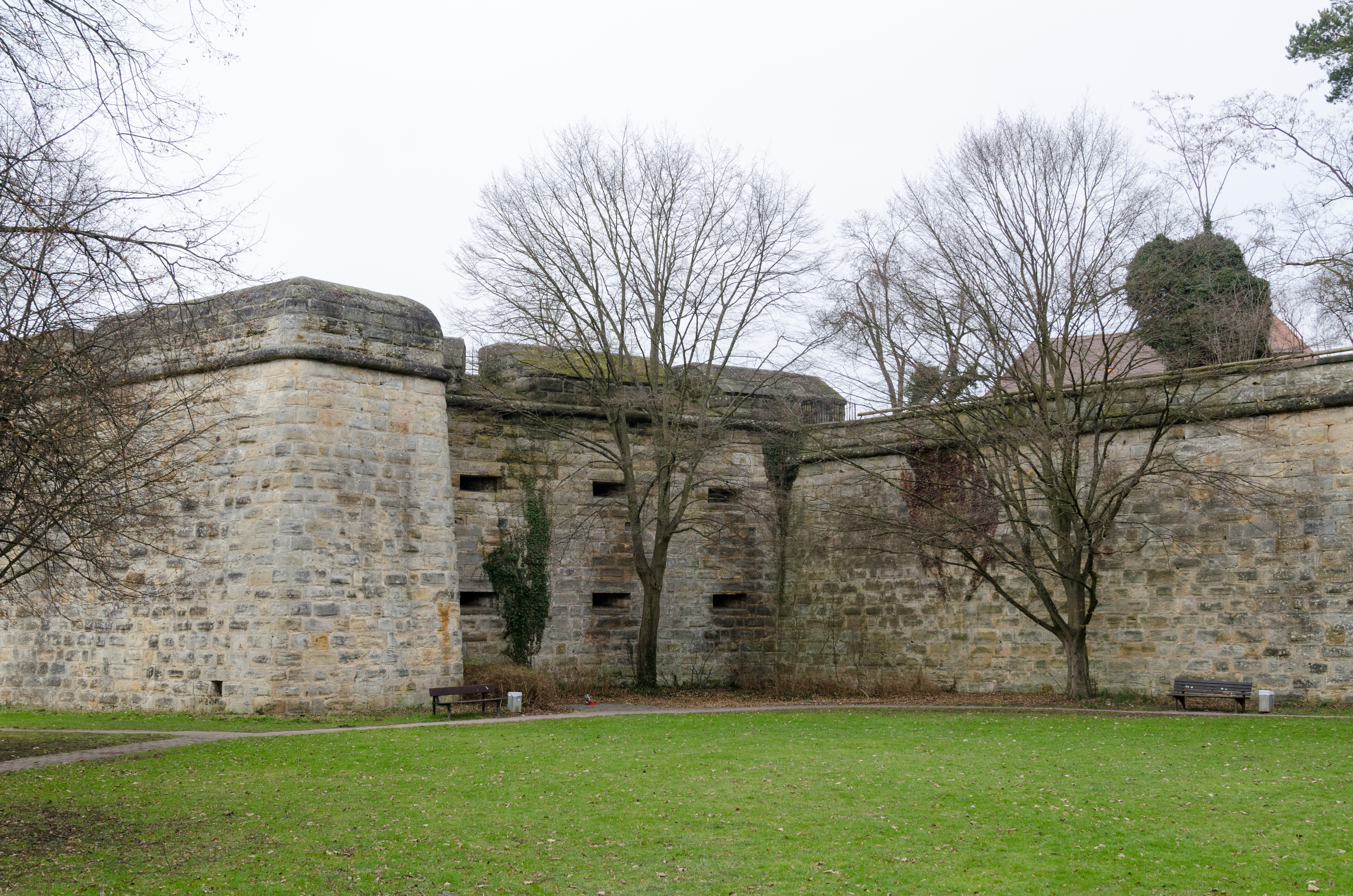
St. Veit-Bastion, Feldseite von Südosten
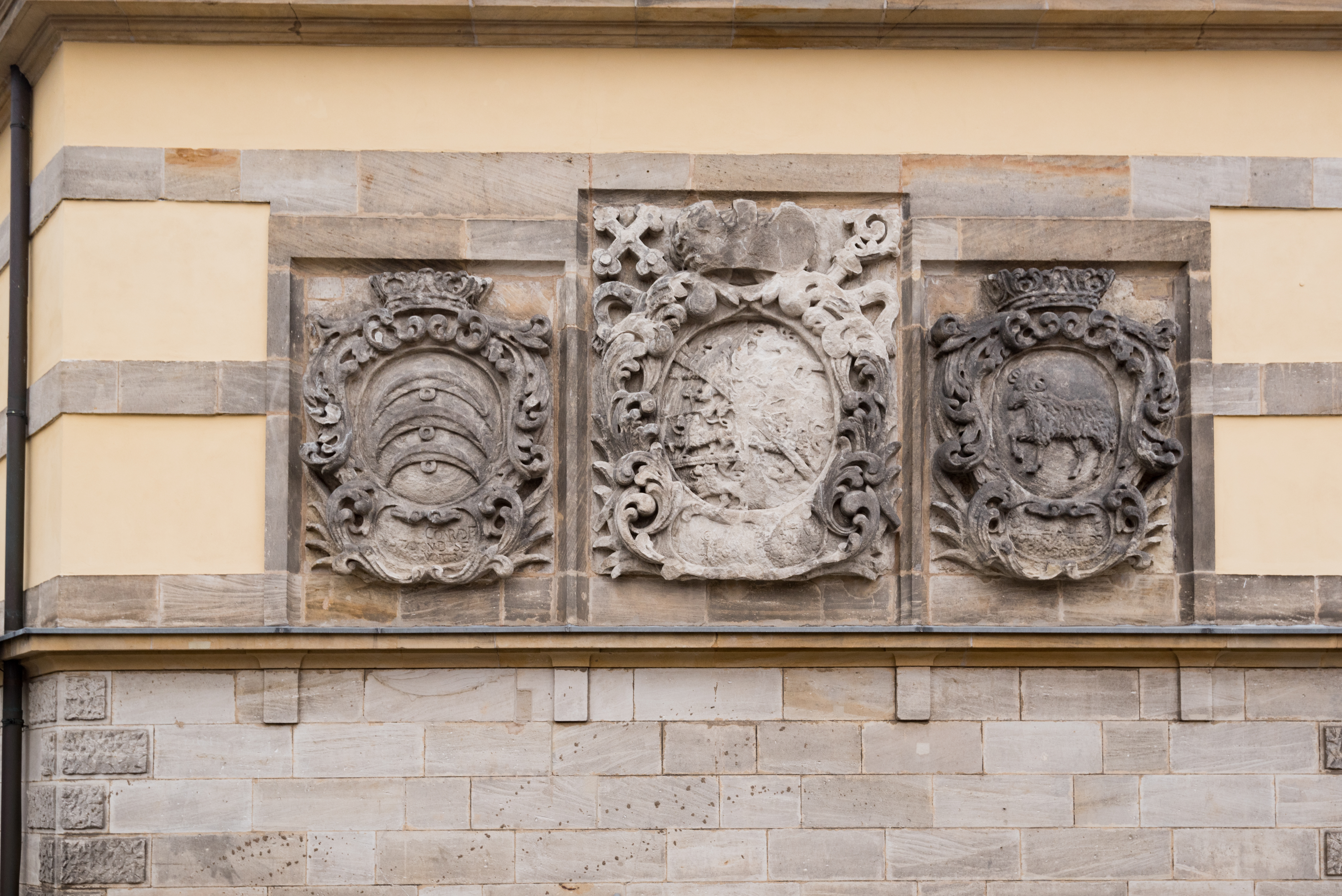
Wappensteine Luitpoldstraße 1
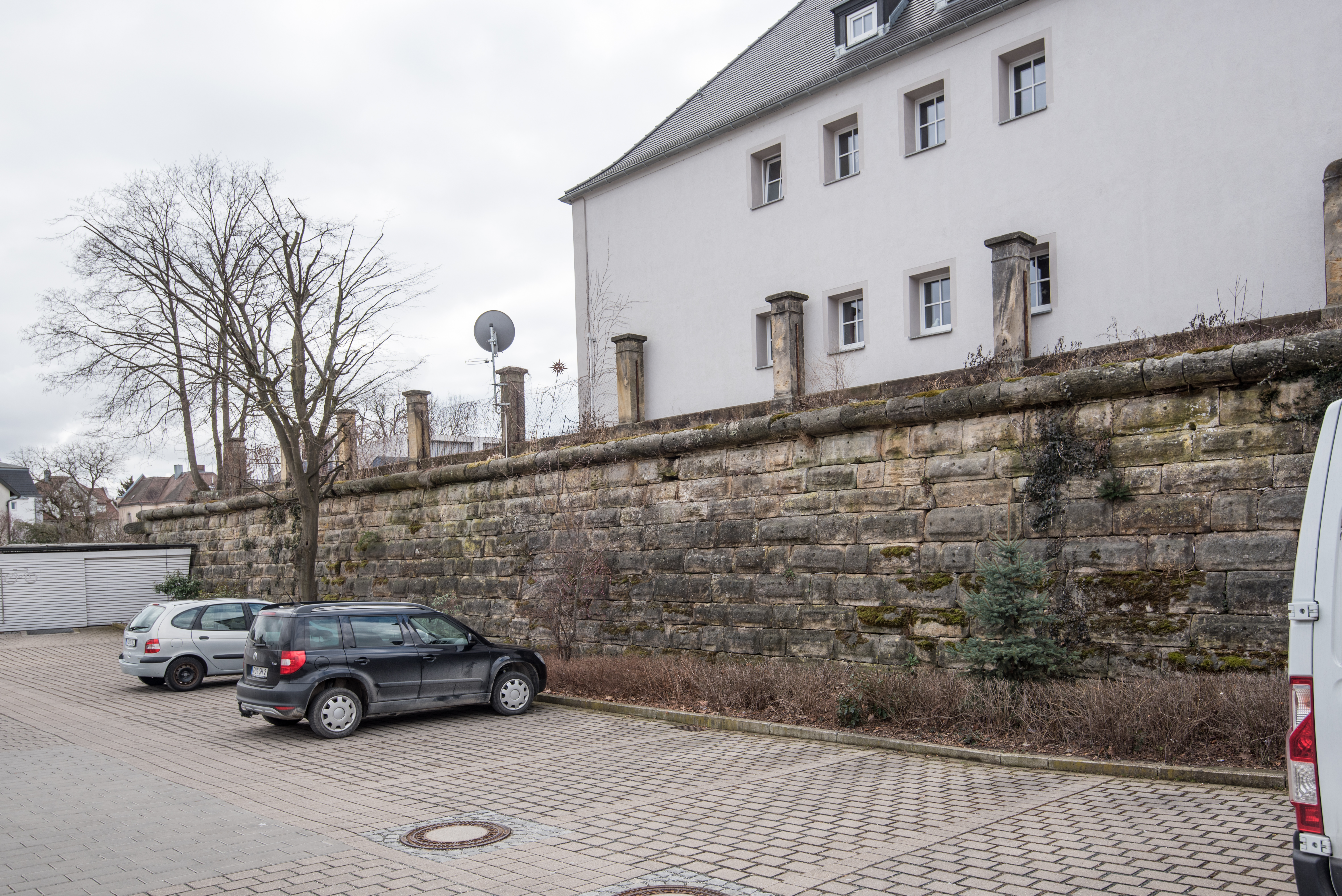
Bastionsrest an der Klosterstraße, von Nordwesten

| Lage                           | Objekt                                      | Beschreibung                                                                                                 | Akten-Nr.               | Bild           |
| ------------------------------ | ------------------------------------------- | --- | ----------------------- | -------------- |
| Sattlertorstraße 23 (Standort) | Ehemaliges Wachhaus des Sattlertor-Vorwerks | Erneuertes zweigeschossiges Satteldachhaus, im Kern 18. Jahrhundert Reste der Rückmauer des Vorwerks         | D-4-74-126-260 Wikidata | weitere Bilder |
| Nähe Torstraße (Standort)      | Nürnberger Tor                              | Großes Mitteltor mit zwei Seitendurchgängen, reiche, dekorative Verblendung der Feldseite, bezeichnet „1698“ | D-4-74-126-271 Wikidata | weitere Bilder |

Innerhalb der Festungsanlage sind noch Reste der Stadtmauer enthalten.

| Lage                           | Objekt                                                                           | Beschreibung                                                        | Akten-Nr.               | Bild           |
| ------------------------------ | -------------------------------------------------------------------------------- | ------------------------------------------------------------------- | ----------------------- | -------------- |
| Kapellenstraße 16 (Standort)   | Mittelalterliche Stadtmauer, Abschnitt zwischen Sattlertorstraße und Krankenhaus | 13./14. Jahrhundert                                                 | D-4-74-126-2 Wikidata   | weitere Bilder |
| Sattlertorstraße 21 (Standort) | Saltorturm                                                                       | Dreigeschossiger Torturm, 14. Jahrhundert und Mitte 16. Jahrhundert | D-4-74-126-239 Wikidata | weitere Bilder |

## Baudenkmäler nach Gemeindeteilen

### Forchheim

#### Innerhalb des Ensembles Altstadt

##### Apothekenstraße
| Lage                          | Objekt                  | Beschreibung | Akten-Nr.              | Bild           |
| ----------------------------- | ----------------------- | --- | ---------------------- | -------------- |
| Apothekenstraße 1 (Standort)  | Wohnhaus                | Zweigeschossiges Giebelhaus, Fachwerkobergeschoss, Anfang 17. Jahrhundert                                                               | D-4-74-126-10 Wikidata | weitere Bilder |
| Apothekenstraße 4 (Standort)  | Wohnhaus                | Zweigeschossiges Walmdachhaus, verputztes Fachwerkobergeschoss, 1418 (dendro.dat.)                                                      | D-4-74-126-11 Wikidata | weitere Bilder |
| Badstraße 5 (Standort)        | Nebengebäude            | Holzlege | D-4-74-126-11 Wikidata | weitere Bilder |
| Apothekenstraße 10 (Standort) | Wohnhaus                | Zweigeschossiger Sandsteinquaderbau mit Walmdach, um 1770                                                                               | D-4-74-126-13 Wikidata | weitere Bilder |
| Apothekenstraße 14 (Standort) | Wohnhaus                | Im Kern spätmittelalterliches zweigeschossiges Fachwerkhaus mit Sandsteinfassade, bezeichnet „1777“; rückwärtige Mauer an der Badstraße | D-4-74-126-15 Wikidata | weitere Bilder |
| Apothekenstraße 15 (Standort) | Wohnhaus                | Zweigeschossiger Sandsteinquaderbau mit Walmdach, spätes 18. Jahrhundert                                                                | D-4-74-126-16 Wikidata | weitere Bilder |
| Apothekenstraße 17 (Standort) | Wohn- und Geschäftshaus | Zweigeschossiger Giebelbau, um 1895 | D-4-74-126-17 Wikidata | weitere Bilder |

##### Badstraße
| Lage                   | Objekt   | Beschreibung                                                      | Akten-Nr.              | Bild           |
| ---------------------- | -------- | ----------------------------------------------------------------- | ---------------------- | -------------- |
| Badstraße 2 (Standort) | Wohnhaus | Zweigeschossiges Giebelhaus, im Kern Fachwerkbau, 18. Jahrhundert | D-4-74-126-18 Wikidata | weitere Bilder |
| Badstraße 5 (Standort) | Wohnhaus | Traufständiger Jugendstilbau mit Fachwerkmansarde, um 1905        | D-4-74-126-19 Wikidata | weitere Bilder |
| Badstraße 7 (Standort) | Wohnhaus | Zweigeschossiger Traufseitbau, erste Hälfte 19. Jahrhundert       | D-4-74-126-20 Wikidata | weitere Bilder |

##### Bamberger Straße
| Lage                                                 | Objekt                                                                                       | Beschreibung | Akten-Nr.              | Bild           |
| ---------------------------------------------------- | -------------------------------------------------------------------------------------------- | --- | ---------------------- | -------------- |
| Nähe Bamberger Straße; Bamberger Straße 1 (Standort) | Katholische Spitalkirche St. Katharina                                                       | Im Kern spätmittelalterlich, mit Sakristeianbau von 1490 und Firstreiter von 1688; mit Ausstattung                                            | D-4-74-126-22 Wikidata | weitere Bilder |
| Nähe Bamberger Straße; Bamberger Straße 1 (Standort) | Spitalgebäude                                                                                | Zweigeschossig, mit Zierfachwerkgiebel, bezeichnet „1611“                                                                                     | D-4-74-126-22 Wikidata | weitere Bilder |
| Bamberger Straße 2 (Standort)                        | Wohnhaus                                                                                     | Zweigeschossiges Eckhaus mit Fachwerkobergeschoss und -giebel, um 1700                                                                        | D-4-74-126-23 Wikidata | weitere Bilder |
| Bamberger Straße 2 (Standort)                        | Rückgebäude                                                                                  | Zweigeschossig mit Fachwerkobergeschoss, 18. Jahrhundert                                                                                      | D-4-74-126-23          | BW             |
| Bamberger Straße 7 (Standort)                        | Wohnhaus                                                                                     | Zweigeschossiges Giebelhaus, Fachwerkobergeschoss mit geschwungenen Andreaskreuzen, First mit Aufzugvorrichtung, um 1600                      | D-4-74-126-25 Wikidata | weitere Bilder |
| Bamberger Straße 8 (Standort)                        | Wohnhaus                                                                                     | Zweigeschossiges Traufseithaus mit geohrten Fensterrahmungen und breiten Dachluken, im Kern spätmittelalterlich, im 18. Jahrhundert ausgebaut | D-4-74-126-26 Wikidata | weitere Bilder |
| Bamberger Straße 9 (Standort)                        | Brauerei Eichhorn                                                                            | Stattliches Giebelhaus, Obergeschoss und Giebel Fachwerk, bezeichnet „1595“                                                                   | D-4-74-126-27 Wikidata | weitere Bilder |
| Bamberger Straße 9 (Standort)                        | Fachwerkscheunen                                                                             | Rückwärtig, 18. Jahrhundert | D-4-74-126-27 Wikidata | weitere Bilder |
| Bamberger Straße 10 (Standort)                       | Wohnhaus                                                                                     | Dreigeschossiger Satteldachbau, zur Bamberger Straße abgewalmt, Fassade mit Sandsteingliederung, frühes 18. Jahrhundert                       | D-4-74-126-28 Wikidata | weitere Bilder |
| Bamberger Straße 11 (Standort)                       | Wohnhaus                                                                                     | Zweigeschossiges Giebelhaus, 17. Jahrhundert, Ostfassade 1881 und 1951 (Erdgeschoss) erneuert                                                 | D-4-74-126-29 Wikidata | weitere Bilder |
| Bamberger Straße 14 (Standort)                       | Ehemaliges Hotel de la Cour de Bavière                                                       | Zweigeschossiger Sandsteinquaderbau mit Mansardwalmdach, um 1770/80                                                                           | D-4-74-126-31 Wikidata | weitere Bilder |
| Bamberger Straße 14a (Standort)                      | Mauer und Torpfeiler                                                                         | Angrenzend | D-4-74-126-31 Wikidata | weitere Bilder |
| Bamberger Straße 15 (Standort)                       | Wohn- und Geschäftshaus                                                                      | Zweigeschossiger Giebelbau, verputzt, im Kern wohl 18. Jahrhundert, um 1870 erweitert                                                         | D-4-74-126-32 Wikidata | weitere Bilder |
| Bamberger Straße 16 (Standort)                       | Wohnhaus                                                                                     | Zweigeschossiges Traufseithaus, im Kern zweite Hälfte 16. Jahrhundert, Fassade 1899 umgestaltet, im 19./20. Jahrhundert erneuert              | D-4-74-126-33 Wikidata | weitere Bilder |
| Bamberger Straße 17 (Standort)                       | Wohnhaus                                                                                     | Ehemals zum Egloffsteiner Hof gehörig, zweigeschossiger Satteldachbau mit Fachwerkgiebel, 17. Jahrhundert                                     | D-4-74-126-34 Wikidata | weitere Bilder |
| Bamberger Straße 18 (Standort)                       | Wohnhaus                                                                                     | Zweigeschossiger Walmdachbau, bezeichnet „1726“, Fassade im 19. Jahrhundert erneuert                                                          | D-4-74-126-35 Wikidata | weitere Bilder |
| Bamberger Straße 18 (Standort)                       | Rückgebäude                                                                                  | Zweigeschossig, Fachwerk | D-4-74-126-35 Wikidata | BW             |
| Bamberger Straße 19 (Standort)                       | Ehemals zum Egloffsteiner Hof gehörig, dann Gastwirtschaft Zu den sieben Türmen (mit Nr. 21) | Zweigeschossiger Traufseitbau, erste Hälfte 18. Jahrhundert, im 19. Jahrhundert erweitert                                                     | D-4-74-126-36 Wikidata | weitere Bilder |
| Bamberger Straße 20 (Standort)                       | Wohnhaus                                                                                     | Zweigeschossiges Walmdachhaus, 18. Jahrhundert, im 19./20. Jahrhundert erneuert                                                               | D-4-74-126-37 Wikidata | weitere Bilder |
| Bamberger Straße 21 (Standort)                       | Ehemals zum Egloffsteiner Hof gehörig, dann Gasthaus Zu den sieben Türmen (mit Nr. 19)       | Zweigeschossiges, verputztes Traufseithaus des 18. Jahrhunderts                                                                               | D-4-74-126-38 Wikidata | weitere Bilder |
| Bamberger Straße 22 (Standort)                       | Ehemaliges südliches Torhaus des Zeughofs                                                    | Eingeschossiger Sandsteinquaderbau mit Walmdach, 1779 von Lorenz Fink                                                                         | D-4-74-126-39 Wikidata | weitere Bilder |
| Bamberger Straße 23 (Standort)                       | Schmiede-Zunftzeichen mit Inschrift                                                          | Sandsteintafel am Rückgebäude, bezeichnet „1704“                                                                                              | D-4-74-126-40 Wikidata | BW             |
| Bamberger Straße 24 (Standort)                       | Ehemaliges nördliches Torhaus des Zeughofs                                                   | Eingeschossiger Sandsteinquaderbau mit Walmdach, 1779 von Lorenz Fink                                                                         | D-4-74-126-41 Wikidata | weitere Bilder |
| Bamberger Straße 26 (Standort)                       | Wohnhaus                                                                                     | Zweigeschossiger Halbwalmdachbau, verputzt, 17. Jahrhundert, im 19. Jahrhundert rückwärtig erweitert                                          | D-4-74-126-42 Wikidata | weitere Bilder |
| Bamberger Straße 30 (Standort)                       | Wohnhaus                                                                                     | Zweigeschossiges Traufseithaus, zweite Hälfte 18. Jahrhundert                                                                                 | D-4-74-126-43 Wikidata | weitere Bilder |
| Bamberger Straße 32 (Standort)                       | Wohnhaus                                                                                     | Zweigeschossiger Sandsteinquaderbau, bezeichnet „1762“, mit Mansardwalmdach, um 1880                                                          | D-4-74-126-44 Wikidata | weitere Bilder |
| Bamberger Straße 32 (Standort)                       | Fachwerkstadel                                                                               | Zugehörig, 18. Jahrhundert | D-4-74-126-44 Wikidata | weitere Bilder |
| Bamberger Straße 35a (Standort)                      | Wachhaus des Bamberger Tores                                                                 | Eingeschossiger Walmdachbau mit offener Vorhalle, 1746                                                                                        | D-4-74-126-46 Wikidata | weitere Bilder |

##### Burgerhofstraße
| Lage                          | Objekt                                  | Beschreibung | Akten-Nr.              | Bild           |
| ----------------------------- | --------------------------------------- | --- | ---------------------- | -------------- |
| Burgerhofstraße 5 (Standort)  | Wohnhaus, ehemals zum Burgerhof gehörig | Zweigeschossiger verputzter Traufseitbau, bezeichnet „1742“                                                                                                   | D-4-74-126-62 Wikidata | weitere Bilder |
| Burgerhofstraße 12 (Standort) | Ehemaliger städtischer Bauhof           | Dreigeschossiges Giebelhaus, massive Untergeschosse, um 1720/30                                                                                               | D-4-74-126-63 Wikidata | weitere Bilder |
| Burgerhofstraße 12 (Standort) | Ehemaliger städtischer Bauhof           | Rückwärtige Lauben, 19. Jahrhundert | D-4-74-126-63 Wikidata | weitere Bilder |
| Burgerhofstraße 13 (Standort) | Wohnhaus                                | Zweigeschossiges Traufseithaus, drittes Viertel 18. Jahrhundert, 1937 unter Verwendung von Sandsteinfassadenteilen des Vorgängerbaus neu errichtet und erhöht | D-4-74-126-64 Wikidata | weitere Bilder |

##### Dreikirchenstraße
| Lage                            | Objekt   | Beschreibung                                                                     | Akten-Nr.              | Bild           |
| ------------------------------- | -------- | -------------------------------------------------------------------------------- | ---------------------- | -------------- |
| Dreikirchenstraße 11 (Standort) | Wohnhaus | Eingeschossiges Satteldachhaus mit Fachwerkgiebel und Anbau, 17./18. Jahrhundert | D-4-74-126-65 Wikidata | weitere Bilder |
| Dreikirchenstraße 21 (Standort) | Wohnhaus | Dreigeschossiger Neurenaissancebau, bezeichnet „1892“                            | D-4-74-126-66 Wikidata | weitere Bilder |

##### Fuchsenstraße
| Lage                          | Objekt              | Beschreibung                                                                           | Akten-Nr.              | Bild           |
| ----------------------------- | ------------------- | -------------------------------------------------------------------------------------- | ---------------------- | -------------- |
| Nähe Fuchsenstraße (Standort) | Scheune             | Eingeschossiger giebelständiger Fachwerkbau, 18. Jahrhundert                           | D-4-74-126-71 Wikidata | weitere Bilder |
| Fuchsenstraße 4 (Standort)    | Scheune             | 18. Jahrhundert                                                                        | D-4-74-126-68 Wikidata | weitere Bilder |
| Fuchsenstraße 5 (Standort)    | Scheune             | Eingeschossiger giebelständiger Fachwerkbau, 18. Jahrhundert                           | D-4-74-126-69          | weitere Bilder |
| Fuchsenstraße 6 (Standort)    | Wohnhaus            | Zweigeschossiges Traufseithaus mit Fachwerkgiebel, frühes 18. Jahrhundert              | D-4-74-126-70 Wikidata | weitere Bilder |
| Fuchsenstraße 9 (Standort)    | Scheune             | Fachwerk, bezeichnet „1608“                                                            | D-4-74-126-72 Wikidata | weitere Bilder |
| Fuchsenstraße 12 (Standort)   | Ehemaliges Zollhaus | Zweigeschossiger Satteldachbau mit Fachwerkobergeschoss und -giebel, bezeichnet „1589“ | D-4-74-126-73 Wikidata | weitere Bilder |

##### Hauptstraße
| Lage                                      | Objekt                                                    | Beschreibung | Akten-Nr.               | Bild           |
| ----------------------------------------- | --------------------------------------------------------- | --- | ----------------------- | -------------- |
| Hauptstraße 1 (Standort)                  | Wohnhaus                                                  | Zweigeschossiges Eckhaus mit Satteldach, frühes 18. Jahrhundert; vergleiche auch Ensemble Hornschuchallee | D-4-74-126-75 Wikidata  | weitere Bilder |
| Hauptstraße 3 (Standort)                  | Bürgerhaus                                                | Zweigeschossiger Sandsteinquaderbau, Walmdach, um 1780 | D-4-74-126-76 Wikidata  | weitere Bilder |
| Hauptstraße 4 (Standort)                  | Wohn- und Geschäftshaus                                   | Zweigeschossiger Satteldachbau, im Kern älter, um 1890 Fassaden historisierend umgestaltet | D-4-74-126-77 Wikidata  | weitere Bilder |
| Hauptstraße 5 (Standort)                  | Wohnhaus                                                  | Dreigeschossiger Giebelbau, 17./18. Jahrhundert | D-4-74-126-78 Wikidata  | weitere Bilder |
| Krottental 11a (Standort)                 | Scheune                                                   | 17./18. Jahrhundert | D-4-74-126-78 Wikidata  | weitere Bilder |
| Hauptstraße 6 (Standort)                  | Wohnhaus                                                  | Zweigeschossiges giebelständiger Fachwerkbau, massiv untersetzt, Erdgeschoss entkernt, 17./18. Jahrhundert | D-4-74-126-79 Wikidata  | weitere Bilder |
| Hauptstraße 6 (Standort)                  | Rückgebäude                                               | Um 1600 und ausgebaute Hofmauer | D-4-74-126-79 Wikidata  | weitere Bilder |
| Hauptstraße 8 (Standort)                  | Gasthaus zur blauen Glocke, ehemalige Gießerei Roth       | Zweigeschossiger Fachwerkbau mit vorgeblendeter Sandsteinfassade, bezeichnet „1712“ | D-4-74-126-80 Wikidata  | weitere Bilder |
| Hauptstraße 8 (Standort)                  | Seitenflügel                                              | | D-4-74-126-80 Wikidata  | BW             |
| Krottental 12 (Standort)                  | Gasthaus zur blauen Glocke, Rückgebäude                   | bezeichnet „1712“ | D-4-74-126-80 Wikidata  | weitere Bilder |
| Hauptstraße 10 (Standort)                 | Eckhaus, im 19. Jahrhundert Gastwirtschaft und Brauerei   | Traufseitiger zweigeschossiger Sandsteinquaderbau, Mitte 18. Jahrhundert, rückwärtige Bebauung mit Fachwerk | D-4-74-126-81 Wikidata  | weitere Bilder |
| Hauptstraße 12 (Standort)                 | Wohnhaus                                                  | Dreigeschossiges Eckhaus, Neurenaissance, um 1890 | D-4-74-126-82 Wikidata  | weitere Bilder |
| Hauptstraße 13 (Standort)                 | Wohnhaus                                                  | Dreigeschossiger stattlicher Fachwerkbau, 17. Jahrhundert, mit nachträglicher Sandsteinfassade, bezeichnet „1747“ | D-4-74-126-83 Wikidata  | weitere Bilder |
| Hauptstraße 14 (Standort)                 | Wohn- und Geschäftshaus                                   | Zweigeschossiges Mansarddachhaus, im Kern 18. Jahrhundert, 1884 Umbauten an Fassade, Dach und Innenräumen | D-4-74-126-84 Wikidata  | weitere Bilder |
| Hauptstraße 14 (Standort)                 | Seitenflügel                                              | mit Laubengang | D-4-74-126-84 Wikidata  | weitere Bilder |
| Hauptstraße 17 (Standort)                 | Wohnhaus                                                  | Zweigeschossiges Gebäude, Fachwerkobergeschoss, 17. Jahrhundert, Dach nachträglich ausgebaut und von Vollwalm- auf Krüppelwalmdach reduziert | D-4-74-126-85 Wikidata  | weitere Bilder |
| Hauptstraße 17 (Standort)                 | Hof                                                       | Mit Holzgalerie, 17./18. Jahrhundert | D-4-74-126-85 Wikidata  | BW             |
| Hauptstraße 17 (Standort)                 | Fachwerkhofgebäude                                        | 18. Jahrhundert | D-4-74-126-85 Wikidata  | BW             |
| Hauptstraße 17 (Standort)                 | Hofmauer                                                  | Bezeichnet „1591“ | D-4-74-126-85 Wikidata  | BW             |
| Hauptstraße 18 (Standort)                 | Wohnhaus                                                  | Zweigeschossiges Halbwalmdachhaus mit Putzfassade, 17. /18. Jahrhundert | D-4-74-126-86 Wikidata  | weitere Bilder |
| Hauptstraße 18 (Standort)                 | Rückgebäude                                               | Angebaut, mit Fachwerkobergeschoss | D-4-74-126-86 Wikidata  | weitere Bilder |
| Hauptstraße 20 (Standort)                 | Ehemaliges Gasthaus Ratsstüberl                           | Dreigeschossiger Walmdachbau mit Sandsteinfassade, um 1760 | D-4-74-126-88 Wikidata  | weitere Bilder |
| Hauptstraße 20 (Standort)                 | Rückgebäude                                               | um 1894, bezeichnet „1905“ | D-4-74-126-88 Wikidata  | weitere Bilder |
| Hauptstraße 21 (Standort)                 | Wohnhaus                                                  | Dreigeschossiges verputztes Eckhaus mit abgewalmtem Satteldach, 16./17. Jahrhundert, 1793 umgebaut | D-4-74-126-89 Wikidata  | weitere Bilder |
| Hauptstraße 21 (Standort)                 | Anbau                                                     | Von 1898 | D-4-74-126-89 Wikidata  | weitere Bilder |
| Hauptstraße 22 (Standort)                 | Katholisches Pfarrhaus                                    | Dreigeschossiges Walmdachhaus, Heimatstil, bezeichnet „1937“ | D-4-74-126-90 Wikidata  | weitere Bilder |
| Hauptstraße 23 (Standort)                 | Wohnhaus                                                  | Stattliches dreigeschossiges Mansardwalmdachhaus mit Sandsteinfassade, um 1770 | D-4-74-126-91 Wikidata  | weitere Bilder |
| Hauptstraße 23 (Standort)                 | Rückgebäude                                               | Spätgotisches Satteldachhaus, Fachwerk, innen bezeichnet „1472“ | D-4-74-126-91 Wikidata  | weitere Bilder |
| Hauptstraße 24 (Standort)                 | Rathaus                                                   | Hufeisenförmige Gesamtanlage mit zweigeschossigem Hauptbau, dreigeschossigem Magistratsbau, Treppenhaus- und Registraturbau, über massiven Erdgeschossen Fachwerkobergeschosse, 15./16. Jahrhundert, bezeichnet „1535“, „1539“; mit Ausstattung, darunter der neogotische Große Rathaussaal | D-4-74-126-92 Wikidata  | weitere Bilder |
| Hauptstraße 25 (Standort)                 | Bürgerhaus                                                | Erdgeschoss Sandstein, Obergeschoss Fachwerk, Walmdach, im Kern 17. Jahrhundert, mit vorgesetzter Sandsteinfassade, zweite Hälfte 18. Jahrhundert | D-4-74-126-126 Wikidata | weitere Bilder |
| Hauptstraße 27 (Standort)                 | Wohnhaus                                                  | Zweigeschossiger Halbwalmdachbau mit Putzfassade, erste Hälfte 18. Jahrhundert | D-4-74-126-93 Wikidata  | weitere Bilder |
| Hauptstraße 28 (Standort)                 | Wohnhaus, ehemaliges Steinernes Haus                      | Im Kern spätmittelalterlich, dreigeschossiges Satteldachhaus des 17./18. Jahrhunderts, Fassade 1882 ergänzt | D-4-74-126-94 Wikidata  | weitere Bilder |
| Hauptstraße 28 (Standort)                 | Rückwärtige Bebauung                                      | Rückgebäude am Kirchplatz, bezeichnet „1557“ | D-4-74-126-94 Wikidata  | weitere Bilder |
| Hauptstraße 29 (Standort)                 | Wohnhaus                                                  | Stattliches zweigeschossiges Giebelhaus mit Sandsteinfassade, um 1716 | D-4-74-126-95 Wikidata  | weitere Bilder |
| Hauptstraße 30 (Standort)                 | Wohnhaus                                                  | Zweigeschossiges Eckhaus mit Satteldach, im Kern Fachwerk 15./16. Jahrhundert, Fassade im 19. Jahrhundert umgestaltet | D-4-74-126-96 Wikidata  | weitere Bilder |
| Hauptstraße 30 (Standort)                 | Zwei Rückgebäude                                          | Traufseitig Fachwerk, 17./18. Jahrhundert | D-4-74-126-96 Wikidata  | weitere Bilder |
| Hauptstraße 31 (Standort)                 | Wohnhaus                                                  | Zweigeschossiges Giebelhaus, 18. Jahrhundert, ehemals mit Mansarddach, 1895 umgebaut und mit heutigem Giebel in Neorenaissanceformen versehen | D-4-74-126-97 Wikidata  | weitere Bilder |
| Hauptstraße 33 (Standort)                 | Ehemaliges Lechnerisches Amtshaus                         | Dreigeschossiger Walmdachbau, im Kern 17. Jahrhundert, 1711 ausgebaut | D-4-74-126-98 Wikidata  | weitere Bilder |
| Hauptstraße 34 (Standort)                 | Wohnhaus                                                  | Zweigeschossiger Sandsteinquaderbau mit Walmdach, 18. Jahrhundert, Fassade 19. Jahrhundert; Rückgebäude, frühes 16. Jahrhundert | D-4-74-126-99 Wikidata  | weitere Bilder |
| Hauptstraße 35 (Standort)                 | Ehemaliges Amtshaus                                       | Dreigeschossiger Walmdachbau, im Keller bezeichnet „1640“, äußere Erscheinung des frühen 18. Jahrhunderts | D-4-74-126-100 Wikidata | weitere Bilder |
| Hauptstraße 36 (Standort)                 | Wohnhaus                                                  | Zweigeschossiger Mansardwalmdachbau, zweite Hälfte 18. Jahrhundert | D-4-74-126-101 Wikidata | weitere Bilder |
| Nähe Rosengäßchen (Standort)              | Rückwärtige Bebauung                                      | | D-4-74-126-101 Wikidata | weitere Bilder |
| Nähe Rosengäßchen (Standort)              | Gartenhaus                                                | Mit Mansarddach, bezeichnet „1789“, und Hofmauer, Sandsteinquader | D-4-74-126-101 Wikidata | weitere Bilder |
| Hauptstraße 37 (Standort)                 | Stadtapotheke                                             | Zweigeschossiges Eckhaus mit Satteldach, im Kern 16. Jahrhundert, Fassade 1894 in Neurenaissanceformen umgestaltet | D-4-74-126-102 Wikidata | weitere Bilder |
| Hauptstraße 38 (Standort)                 | Wohnhaus                                                  | Spätgotisches zweigeschossiges Eckhaus (bezeichnet „1588“), Fachwerkobergeschoss, mit Walmdach des 18. Jahrhunderts | D-4-74-126-103 Wikidata | weitere Bilder |
| Hauptstraße 38 (Standort)                 | Hausfigur                                                 | Um 1720 | D-4-74-126-103 Wikidata | weitere Bilder |
| Hauptstraße 38 (Standort)                 | Rückwärtige Bebauung                                      | Wohl 18. Jahrhundert | D-4-74-126-103 Wikidata | weitere Bilder |
| Hauptstraße 39 (Standort)                 | Ehemalige Theilersche Brauerei, später Brauerei Schindler | Fassade in Neorenaissanceformen (dahinter kompletter Neubau), „1924“ (bezeichnet) | D-4-74-126-104 Wikidata | weitere Bilder |
| Hauptstraße 40 (Standort)                 | Wohnhaus                                                  | Spätgotisches zweigeschossiges Eckhaus mit Fachwerkgiebel, verändert 18. Jahrhundert | D-4-74-126-105 Wikidata | weitere Bilder |
| Hauptstraße 45 (Standort)                 | Ehemaliges Oberes Bad                                     | 1429 erstmals erwähnt, Eckhaus, zweigeschossiger Giebelbau, im Kern 16./17. Jahrhundert, Neurenaissancefassade, um 1900 | D-4-74-126-106 Wikidata | weitere Bilder |
| Hauptstraße 46, 48 (Standort)             | Wohnhaus                                                  | Zweigeschossiges Walmdachhaus, um 1800, Zwerchhaus, 1928 | D-4-74-126-107 Wikidata | weitere Bilder |
| Hauptstraße 46, 48 (Standort)             | Rückgebäude                                               | Im Kern spätmittelalterlicher Fachwerkbau, mit Laubengang, 18. Jahrhundert | D-4-74-126-107 Wikidata | weitere Bilder |
| Hauptstraße 47 (Standort)                 | Wohnhaus                                                  | Zweigeschossiges Giebelhaus, Satteldach, wohl vor 1765 | D-4-74-126-108 Wikidata | weitere Bilder |
| Hauptstraße 48 (Standort)                 | Wohnhaus                                                  | Zweigeschossiges Eckhaus, ursprünglich mit Walmdach, seit 1963 mit Giebel, Sandsteinquaderbau, im Kern 17./18. Jahrhundert, Fassade um 1800 | D-4-74-126-109 Wikidata | weitere Bilder |
| Nähe Schlossergasse (Standort)            | Rückwärtige Bebauung                                      | Fachwerk | D-4-74-126-109 Wikidata | weitere Bilder |
| Hauptstraße 50 (Standort)                 | Wohnhaus                                                  | Eckhaus, zweigeschossiger Satteldachbau mit Zierfachwerkgiebel, Türsturz bezeichnet „1559“ | D-4-74-126-110 Wikidata | weitere Bilder |
| Hauptstraße 52 (Standort)                 | Ehemaliges Brauereianwesen: Frontgebäude                  | Zweigeschossiges Giebelhaus, 18. Jahrhundert, im Kern älter; mit Ausstattung, bezeichnet „1930“ | D-4-74-126-111 Wikidata | weitere Bilder |
| Hauptstraße 52 (Standort)                 | Ehemaliges Brauereianwesen: Rückgebäude                   | Rückwärtige Bebauung, giebelständiges Rückgebäude zur Schlossergasse, bezeichnet „1697“ | D-4-74-126-111 Wikidata | weitere Bilder |
| Hauptstraße 52 (Standort)                 | Ehemaliges Brauereianwesen: Scheune                       | Fachwerkstadel, 18. Jahrhundert | D-4-74-126-111 Wikidata | weitere Bilder |
| Hauptstraße 53 (Standort)                 | Ehemaliger Gasthof zu den drei Königen                    | Zweigeschossiger Sandsteinquaderbau mit Walmdach, um 1700, Fassadenänderungen des 19. Jahrhunderts, bezeichnet „1875“, Zwerchhaus von „1894“ (bezeichnet) | D-4-74-126-112 Wikidata | weitere Bilder |
| Hauptstraße 54 (Standort)                 | Ehemaliges Unteres Judenhaus, seit circa 1660 Färberei    | Spätmittelalterlicher zweigeschossiger Fachwerkbau mit Sandsteinfassade, 18. Jahrhundert | D-4-74-126-113 Wikidata | weitere Bilder |
| Wallstraße 10 (Standort)                  | östliches Rückgebäude                                     | | D-4-74-126-113          | BW             |
| Wallstraße 10 (Standort)                  | Fachwerkstadel                                            | über Erdgeschoss aus Sandsteinquadern, über Zugang bezeichnet „17 CR CR .1“ (= Christoph Richter 1771?) | D-4-74-126-113          | weitere Bilder |
| Wallstraße 10 (Standort)                  | westliches Rückgebäude                                    | | D-4-74-126-113          | weitere Bilder |
| Hauptstraße 55 (Standort)                 | Wohnhaus                                                  | Zweigeschossiger Satteldachbau, straßenseitig abgewalmt, im Kern frühes 18. Jahrhundert, Sandsteinfassade um 1806 ergänzt | D-4-74-126-114 Wikidata | weitere Bilder |
| Hauptstraße 56 (Standort)                 | Ehemaliges Oberes Judenhaus                               | Zweigeschossiger Giebelbau mit Fachwerkfassade, im Kern wohl 16. Jahrhundert, im 18. Jahrhundert ausgebaut | D-4-74-126-115 Wikidata | weitere Bilder |
| Hauptstraße 57 (Standort)                 | Wohnhaus                                                  | Dreigeschossiger Giebelbau, zweite Hälfte 16. Jahrhundert | D-4-74-126-116 Wikidata | weitere Bilder |
| Hauptstraße 58 (Standort)                 | Wohnhaus                                                  | Zweigeschossiger Mansarddachbau, zweite Hälfte 18. Jahrhundert | D-4-74-126-117          | weitere Bilder |
| Hauptstraße 58 (Standort)                 | Nebengebäude                                              | | D-4-74-126-117          | weitere Bilder |
| Hauptstraße 59 (Standort)                 | Wohnhaus                                                  | Zweigeschossiger Sandsteinquaderbau unter Satteldach, erste Hälfte 18. Jahrhundert | D-4-74-126-118 Wikidata | weitere Bilder |
| Hauptstraße 60 (Standort)                 | Wohnhaus                                                  | Zweigeschossiger giebelständiger Fachwerkbau, 16. bis 18. Jahrhundert | D-4-74-126-119 Wikidata | weitere Bilder |
| Hauptstraße 61 (Standort)                 | Wohnhaus                                                  | Zweigeschossiger Traufseitbau, im Kern 18. Jahrhundert, Sandsteinfassade um 1835 ergänzt | D-4-74-126-120 Wikidata | weitere Bilder |
| Hauptstraße 62; Wallstraße 4 (Standort)   | Ehemaliges Gasthaus zum Rappen                            | Zweigeschossige giebelständiger Fachwerkbau, Erdgeschoss entkernt, 17./18. Jahrhundert | D-4-74-126-121 Wikidata | weitere Bilder |
| Hauptstraße 63 (Standort)                 | Wohnhaus                                                  | Dreigeschossiger Walmdachbau, Putzfassade mit Eckquaderung und geohrten Fensterrahmungen, 18. bis 19. Jahrhundert | D-4-74-126-122 Wikidata | weitere Bilder |
| Hauptstraße 64 (Standort)                 | Wohnhaus                                                  | Zweigeschossiger Halbwalmdachbau, bezeichnet „1519“, Fachwerkobergeschoss 18. Jahrhundert | D-4-74-126-123 Wikidata | weitere Bilder |
| Hauptstraße 65, Paradeplatz 22 (Standort) | Ehemaliges Gasthaus zur Alten Post                        | Dreigeschossiger Sandsteinquaderbau, Satteldach, straßenseitig abgewalmt, um 1700, 1928 aufgestockt | D-4-74-126-124 Wikidata | weitere Bilder |
| Hauptstraße 66 (Standort)                 | Wohnhaus                                                  | Zweigeschossiger giebelständiger Fachwerkbau in Ecklage, mit Satteldach und Zierfachwerk, im Kern 1375/79, bezeichnet „1577“ | D-4-74-126-125 Wikidata | weitere Bilder |

##### Holzstraße
| Lage                     | Objekt      | Beschreibung | Akten-Nr.               | Bild           |
| ------------------------ | ----------- | --- | ----------------------- | -------------- |
| Holzstraße 3 (Standort)  | Wohnhaus    | Zweigeschossiges Giebelhaus, frühes 19. Jahrhundert                                                                                  | D-4-74-126-127 Wikidata | weitere Bilder |
| Holzstraße 8 (Standort)  | Wohnhaus    | Zweigeschossiger giebelständiger Fachwerkbau mit vorkragendem verschiefertem Obergeschoss und -giebel, zweite Hälfte 17. Jahrhundert | D-4-74-126-129 Wikidata | weitere Bilder |
| Holzstraße 10 (Standort) | Wappenstein | Sandsteintafel mit Stiebarwappen, bezeichnet „1605“; vergleiche Ensemble Hornschuchallee                                             | D-4-74-126-130 Wikidata | weitere Bilder |

##### Hornschuchallee
| Lage                                         | Objekt                                                    | Beschreibung | Akten-Nr.               | Bild           |
| -------------------------------------------- | --------------------------------------------------------- | --- | ----------------------- | -------------- |
| Hornschuchallee 5 (Standort)                 | Wohnhaus                                                  | Zweigeschossiges Traufseithaus mit Sandsteinfassade und Rechteckerker, bezeichnet „1726“                                              | D-4-74-126-131 Wikidata | weitere Bilder |
| Hornschuchallee 6 (Standort)                 | Ehemaliges Gasthaus Blauer Turm                           | Dreigeschossiger Mansarddachbau im neuklassizistischen Stil, um 1885                                                                  | D-4-74-126-132 Wikidata | weitere Bilder |
| Hornschuchallee 7 (Standort)                 | Ehemalige Neue Mühle (ab 1315), dann Puffmühle (bis 1960) | Dreigeschossiger traufständiger Satteldachbau, um 1860, 1897 um zweites Obergeschoss erweitert                                        | D-4-74-126-133 Wikidata | weitere Bilder |
| Hornschuchallee 11 (Standort)                | Ehemalige Untere Badstube                                 | Ehemals zwei Traufseithäuser mit Fachwerkobergeschoss, 17./18. Jahrhundert mit älterem Kern, im 18. Jahrhundert miteinander verbunden | D-4-74-126-134 Wikidata | weitere Bilder |
| Hornschuchallee 14 (Standort)                | Wohnhaus                                                  | Dreigeschossiges spätgotisches Satteldachhaus, Erdgeschoss massiv, vorkragende Obergeschosse in Fachwerk                              | D-4-74-126-135 Wikidata | weitere Bilder |
| Hornschuchallee 15 (Standort)                | Wohnhaus                                                  | Dreigeschossiges Traufseithaus, rückwärts Holzgalerie, 17./18. Jahrhundert                                                            | D-4-74-126-136 Wikidata | weitere Bilder |
| Hornschuchallee 19 (Standort)                | Wohnhaus                                                  | Zweigeschossiges Traufseithaus, 18. Jahrhundert                                                                                       | D-4-74-126-137 Wikidata | weitere Bilder |
| Hornschuchallee 20 (Standort)                | Rot-Kreuz-Kolonnenhaus                                    | Dreigeschossiger Eckbau, Walmdach, expressionistischer Heimatstil, bezeichnet „1927“                                                  | D-4-74-126-138 Wikidata | weitere Bilder |
| Hornschuchallee 24 (Standort)                | Wohnhaus                                                  | Zweigeschossiger, giebelständiger Fachwerkbau, Erdgeschoss entkernt, frühes 18. Jahrhundert                                           | D-4-74-126-139 Wikidata | weitere Bilder |
| Hornschuchallee 25 (Standort)                | Ehemalige sogenannte Stapffmühle                          | Zweigeschossiger Sandsteinquaderbau mit Hausmadonna, um 1731, seit 1897 Mühlräume teilweise zu Wohnräumen umgebaut                    | D-4-74-126-140 Wikidata | weitere Bilder |
| Hornschuchallee 30 (Standort)                | Wohn- und Geschäftshaus                                   | Zweigeschossiger Traufseitbau, verputztes Fachwerk, erste Hälfte 19. Jahrhundert                                                      | D-4-74-126-141 Wikidata | weitere Bilder |
| Hornschuchallee 31 (Standort)                | Wohnhaus, sogenanntes Fischhaus                           | Zweigeschossiger, giebelständiger Fachwerkbau mit Steilsatteldach und Halbwalm, um 1567/69 (dendro. dat.)                             | D-4-74-126-142 Wikidata | weitere Bilder |
| Hornschuchallee 32 (Standort)                | Gasthaus                                                  | Zweigeschossiger Satteldachbau mit Zierfachwerk, bezeichnet „1604“, mit zweigeschossigem Brauereianbau, 1896                          | D-4-74-126-143 Wikidata | weitere Bilder |
| Hornschuchallee 33 (Standort)                | Gasthaus zur Fränkischen Schweiz                          | Zweigeschossiges Giebelhaus, 18. Jahrhundert; Rückgebäude siehe unter Hornschuchallee 35                                              | D-4-74-126-144 Wikidata | weitere Bilder |
| Hornschuchallee 33 (Standort)                | Nebengebäude                                              | | D-4-74-126-144 Wikidata | BW             |
| Hornschuchallee 33 (Standort)                | Scheune                                                   | | D-4-74-126-144          | weitere Bilder |
| Hornschuchallee 34, Marktplatz 11 (Standort) | Wohnhaus                                                  | Zweigeschossiges giebelständiges Satteldachhaus mit Fachwerkobergeschoss und -giebel, 1707–1721                                       | D-4-74-126-145 Wikidata | weitere Bilder |
| Hornschuchallee 35 (Standort)                | Ehemaliges Walburga-Seelhaus                              | Zweigeschossiger Walmdachbau, 1716, äußere Erscheinung 19. Jahrhundert; mit Seitenflügel                                              | D-4-74-126-146 Wikidata | weitere Bilder |
| Hornschuchallee 35 (Standort)                | Hofmauer und Hoftor                                       | An der Wiesent, zweite Hälfte 19. Jahrhundert                                                                                         | D-4-74-126-146 Wikidata | weitere Bilder |

##### Kapellenstraße
| Lage                         | Objekt                                                             | Beschreibung | Akten-Nr.               | Bild           |
| ---------------------------- | ------------------------------------------------------------------ | --- | ----------------------- | -------------- |
| Kapellenstraße 1 (Standort)  | Ehemaliges Karmelitenhaus, ehemaliges Lehenhaus des Ordens         | Spätgotisches Eckhaus, zweigeschossiger Traufseitbau mit Fachwerkobergeschoss und -giebel, erste Hälfte 16. bis 18. Jahrhundert                                                          | D-4-74-126-148 Wikidata | weitere Bilder |
| Kapellenstraße 1 (Standort)  | Angebautes Rückgebäude                                             | | D-4-74-126-148 Wikidata | weitere Bilder |
| Kapellenstraße 2 (Standort)  | Wohnhaus                                                           | Zweigeschossiges giebelständiges Halbwalmdachhaus, im Kern 16. Jahrhundert (bezeichnet „1532“), um 1800 verändert; mit Ausstattung: mechanische Krippe, G. u. H. Fuchs, 1892–96          | D-4-74-126-149 Wikidata | weitere Bilder |
| Kapellenstraße 3 (Standort)  | Ehemaliges Gasthaus zur Weißen Taube                               | Zweigeschossiger Traufseitbau, um 1500 | D-4-74-126-150 Wikidata | weitere Bilder |
| Kapellenstraße 5 (Standort)  | Wohnhaus                                                           | Zweigeschossiges Giebelhaus, im Kern 1576, im 18. Jahrhundert umgebaut | D-4-74-126-151 Wikidata | weitere Bilder |
| Kapellenstraße 6 (Standort)  | Wohnhaus                                                           | Zweigeschossiges Giebelhaus, 18. Jahrhundert | D-4-74-126-152 Wikidata | weitere Bilder |
| Kapellenstraße 7 (Standort)  | Bürgerhaus                                                         | Zweigeschossiges Giebelhaus, 17. bis 18. Jahrhundert | D-4-74-126-153 Wikidata | weitere Bilder |
| Kapellenstraße 7 (Standort)  | Rückgebäude                                                        | | D-4-74-126-153 Wikidata | BW             |
| Kapellenstraße 9 (Standort)  | Katholische Marienkapelle                                          | Einschiffiger Bau mit Dachreiter, im Kern 12. Jahrhundert, 14. bis 18. Jahrhundert; mit Ausstattung                                                                                      | D-4-74-126-154 Wikidata | weitere Bilder |
| Kapellenstraße 14 (Standort) | Ehemaliger Schüttspeicher, seit 1857 Nebengebäude des Amtsgerichts | Dreigeschossiger Walmdachbau, 1782 von Lorenz Fink | D-4-74-126-157 Wikidata | weitere Bilder |
| Kapellenstraße 15 (Standort) | Amtsgericht                                                        | Zweigeschossiger Walmdachbau in Neurenaissanceformen, 1895 | D-4-74-126-158 Wikidata | weitere Bilder |
| Kapellenstraße 16 (Standort) | Pfalz                                                              | Vierflügelanlage mit mächtigem Ostflügel (Hauptbau oder Kemenate, heute Pfalzmuseum) mit Treppenturm und Halbwalmdach, im Kern 14. Jahrhundert, 17. bis 18. Jahrhundert Um- und Zubauten | D-4-74-126-159 Wikidata | weitere Bilder |
| Kapellenstraße 16 (Standort) | Pfalz                                                              | Westflügel mit sogenanntem Älterem und Neuem Schultheißenbau 1558 und 1566/67 (im Kern älter); mit Ausstattung                                                                           | D-4-74-126-159 Wikidata | weitere Bilder |
| Kapellenstraße 16 (Standort) | Pfalz                                                              | Graben mit Futtermauer und Brücke von 1768/69 | D-4-74-126-159 Wikidata | weitere Bilder |

##### Kasernstraße
| Lage                      | Objekt                                                                              | Beschreibung                                                                       | Akten-Nr.               | Bild           |
| ------------------------- | ----------------------------------------------------------------------------------- | ---------------------------------------------------------------------------------- | ----------------------- | -------------- |
| Kasernstraße 5 (Standort) | Ehemalige Scheune, im 19. Jahrhundert Mälzerei, heute Wohnhaus                      | Zweigeschossiger Traufseitbau, massiv und Fachwerk, 18./19. Jahrhundert            | D-4-74-126-161 Wikidata | weitere Bilder |
| Kasernstraße 7 (Standort) | Ehemalige Kaserne der fürstbischöflichen Dragoner, seit 1886 städtisches Waisenhaus | Dreigeschossiger Sandsteinquaderbau mit Mansarddach, 1730–33 von Balthasar Neumann | D-4-74-126-278 Wikidata | weitere Bilder |
| Kasernstraße 7 (Standort) | Ehemaliges nördliches und südliches Torhaus, Ummauerung                             | Sandsteinbauten                                                                    | D-4-74-126-278 Wikidata | weitere Bilder |

##### Klosterstraße
| Lage                                               | Objekt                                                                                           | Beschreibung | Akten-Nr.               | Bild           |
| -------------------------------------------------- | ------------------------------------------------------------------------------------------------ | --- | ----------------------- | -------------- |
| Klosterstraße 1 (Standort)                         | Wohnhaus                                                                                         | Bestehend aus zwei Baukörpern: zweigeschossiges Eckhaus unter Mansarddach, 1906 und zweigeschossiges Traufseithaus, um 1800                           | D-4-74-126-162 Wikidata | weitere Bilder |
| Klosterstraße 2 (Standort)                         | Ehemalige Herrenmühle                                                                            | Stattlicher, zweigeschossiger Satteldachbau in Ecklage, mit Zierfachwerk, um 1690, 1955 nach Brand wiederaufgebaut und erweitert, im Inneren erneuert | D-4-74-126-163 Wikidata | weitere Bilder |
| Klosterstraße 3; Nähe Klosterstraße (Standort)     | Wohnhaus                                                                                         | Zweigeschossiges Traufseithaus mit Sandsteinfassade, erste Hälfte 19. Jahrhundert                                                                     | D-4-74-126-164 Wikidata | weitere Bilder |
| Klosterstraße 4 (Standort)                         | Wohn- und Geschäftshaus                                                                          | Dreigeschossiges Eckhaus, neubarock, um 1900 | D-4-74-126-165 Wikidata | weitere Bilder |
| Klosterstraße 4a (Standort)                        | Wohnhaus                                                                                         | Zweigeschossig, historisierend, bezeichnet „1906“, von Franz Sitzmann                                                                                 | D-4-74-126-388 Wikidata | weitere Bilder |
| Klosterstraße 12 (Standort)                        | Kirche St. Antonius                                                                              | Saalbau mit eingezogenem Chor und Firstreiter, 1685/93; mit Ausstattung                                                                               | D-4-74-126-167 Wikidata | weitere Bilder |
| Klosterstraße 6a, 8, 10, 10a, 10b (Standort)       | Ehemaliges Franziskanerkloster, jetzt Redemptoristenkloster, Klosterbau mit Nord- und Westflügel | 1684, Erweiterung 1722 | D-4-74-126-167 Wikidata | weitere Bilder |
| Dreikirchenstraße 19 (Standort)                    | Ehemalige Klosterbrauerei                                                                        | mit Fachwerkobergeschoss, 18. Jahrhundert | D-4-74-126-167 Wikidata | weitere Bilder |
| Klosterstraße 8b (Standort)                        | Klostermauer                                                                                     | | D-4-74-126-167 Wikidata | weitere Bilder |
| Klosterstraße, im Klosterhof (Standort)            | Sandsteinstatue des heiligen Franziskus                                                          | 18. Jahrhundert | D-4-74-126-167 Wikidata | weitere Bilder |
| Klosterstraße 9 (Standort)                         | Mietswohnhaus                                                                                    | Dreigeschossiges Eckhaus, neobarock, um 1905 | D-4-74-126-166 Wikidata | weitere Bilder |
| Klosterstraße 12, bei der Klosterkirche (Standort) | Kreuztragender Christus                                                                          | Bezeichnet „1717“, und Figurengruppe | D-4-74-126-168 Wikidata | weitere Bilder |
| Klosterstraße 15 (Standort)                        | Wohn- und Geschäftshaus                                                                          | Dreigeschossig, spätklassizistisch, um 1875 | D-4-74-126-169 Wikidata | weitere Bilder |
| Klosterstraße 15 (Standort)                        | Seitenflügel                                                                                     | Fachwerk | D-4-74-126-169 Wikidata | BW             |
| Klosterstraße 17 (Standort)                        | Wohnhaus                                                                                         | Dreigeschossiger Bau mit Eckerkerturm, Neurenaissance, bezeichnet „1899“                                                                              | D-4-74-126-170 Wikidata | weitere Bilder |

##### Krottental
| Lage                                        | Objekt                                                                | Beschreibung | Akten-Nr.               | Bild           |
| ------------------------------------------- | --------------------------------------------------------------------- | --- | ----------------------- | -------------- |
| Nähe Krottental (Standort)                  | Zwei Scheunen, hier nördliche Scheune                                 | hintereinander stehende Satteldachbauten mit Verbindungsriegel, Fachwerk, 17./18. Jahrhundert, ursprünglich zum fürstbischöflichen Kastenhof gehörig, Sattlertorstraße 10      | D-4-74-126-175 Wikidata | weitere Bilder |
| Nähe Krottental (Standort)                  | Zwei Scheunen, hier südliche Scheune                                  | hintereinander stehende Satteldachbauten mit Verbindungsriegel, Fachwerk, 17./18. Jahrhundert, ursprünglich zum fürstbischöflichen Kastenhof gehörig, Sattlertorstraße 10      | D-4-74-126-175 Wikidata | weitere Bilder |
| Krottental 11a, zu Hauptstraße 5 (Standort) | Scheune                                                               | Eingeschossiger Satteldachbau, Fachwerk, 17./18. Jahrhundert | D-4-74-126-176          | weitere Bilder |
| Krottental 3 (Standort)                     | Wohnhaus, Geburtshaus des Malers Adam Friedrich Ditterich (1794–1881) | Zweigeschossiges Satteldachhaus, Fachwerk, 17./18. Jahrhundert | D-4-74-126-178 Wikidata | weitere Bilder |
| Krottental 4, 4a (Standort)                 | Ehemaliges Salzmagazin                                                | Dreigeschossiger Sandsteinquaderbau, Walmdach, 1710 | D-4-74-126-179 Wikidata | weitere Bilder |
| Krottental 4, 4a (Standort)                 | Ehemaliges Salzmagazin                                                | Ummauerung und Tor | D-4-74-126-179 Wikidata | weitere Bilder |
| Krottental 10 (Standort)                    | Wohnhaus                                                              | Zweigeschossiges giebelständiges Satteldachhaus, bezeichnet „1576“, im 19. Jahrhundert umgebaut                                                                                | D-4-74-126-180 Wikidata | weitere Bilder |
| Krottental 15 (Standort)                    | Ehemalige Scheune, jetzt Wohnhaus                                     | Erdgeschoss Sandstein, Obergeschoss Fachwerk, Krüppelwalmdach, 17./18. Jahrhundert, in den 1990er Jahren unter weitgehendem Erhalt der Konstruktion zu einem Wohnhaus umgebaut | D-4-74-126-405 Wikidata | weitere Bilder |
| Krottental 19, Spitalstraße 1 (Standort)    | Ehemalige Scheune                                                     | Zweigeschossiger Satteldachbau, Fachwerk und Steinquader, 17. Jahrhundert und bezeichnet „1855“                                                                                | D-4-74-126-181 Wikidata | weitere Bilder |

##### Lohmühlgäßchen
| Lage                        | Objekt                 | Beschreibung | Akten-Nr.               | Bild           |
| --------------------------- | ---------------------- | --- | ----------------------- | -------------- |
| Lohmühlgäßchen 1 (Standort) | Wohnhaus               | Eingeschossiger Satteldachbau, im Kern 16. Jahrhundert                                                                             | D-4-74-126-395 Wikidata | weitere Bilder |
| Lohmühlgäßchen 2 (Standort) | Wohnhaus               | Zweigeschossiges Traufseithaus, Fachwerk, frühes 18. Jahrhundert                                                                   | D-4-74-126-293 Wikidata | weitere Bilder |
| Lohmühlgäßchen 3 (Standort) | Ehemalige Schleifmühle | Zweigeschossiges Giebelhaus, 17./18. Jahrhundert, Erdgeschoss nach 1807 massiv erneuert, Fachwerkobergeschoss des 18. Jahrhunderts | D-4-74-126-184 Wikidata | weitere Bilder |
| Lohmühlgäßchen 5 (Standort) | Wohnhaus               | Zweigeschossiges Eckhaus, Fachwerk, zweite Hälfte 16. Jahrhundert; nördlich zweigeschossiger Anbau, 18. Jahrhundert                | D-4-74-126-185 Wikidata | weitere Bilder |
| Lohmühlgäßchen 5 (Standort) | Scheune                | Eingeschossiger Fachwerkbau, zur Wiesentstraße giebelständig, zweite Hälfte 16. Jahrhundert                                        | D-4-74-126-185 Wikidata | weitere Bilder |

##### Marktplatz
| Lage                       | Objekt                                                                  | Beschreibung                                                                                       | Akten-Nr.               | Bild           |
| -------------------------- | ----------------------------------------------------------------------- | -------------------------------------------------------------------------------------------------- | ----------------------- | -------------- |
| Marktplatz 5 (Standort)    | Wohnhaus                                                                | Zweigeschossiges Eckhaus mit Satteldach, erste Hälfte 18. Jahrhundert                              | D-4-74-126-190 Wikidata | weitere Bilder |
| Marktplatz 5 (Standort)    | Scheune                                                                 | Fachwerk, 18. Jahrhundert                                                                          | D-4-74-126-190 Wikidata | weitere Bilder |
| Marktplatz 5 (Standort)    | Hofmauer                                                                | | D-4-74-126-190 Wikidata | weitere Bilder |
| Marktplatz 8 (Standort)    | Doppelhaus, Bestehend aus ehemaligen Scheunen, heute Gast- und Wohnhaus | Heutiges Vorderhaus zweigeschossig, mit ausgebauter Gerberlaube und Walmdach, 17. /18. Jahrhundert | D-4-74-126-191 Wikidata | weitere Bilder |
| Marktplatz 8 (Standort)    | Rückgebäude                                                             | Im Osten zweigeschossiger Bau, giebelständig zur Wiesent, 17. Jahrhundert                          | D-4-74-126-191 Wikidata | weitere Bilder |
| Marktplatz 14 (Standort)   | Ehemaliges Gerbereianwesen                                              | Zweigeschossiger Satteldachbau, verputztes Fachwerk, 16./17. Jahrhundert                           | D-4-74-126-193 Wikidata | weitere Bilder |
| Marktplatz 14 (Standort)   | Ehemaliges Gerbereianwesen                                              | Rückwärtige Fachwerkscheune, bezeichnet „1600“                                                     | D-4-74-126-193 Wikidata | weitere Bilder |
| Marktplatz 15 (Standort)   | Wohnhaus                                                                | Zweigeschossiges Traufseithaus, um 1737                                                            | D-4-74-126-194 Wikidata | weitere Bilder |
| Marktplatz 16 (Standort)   | Wohnhaus                                                                | Spätgotisches zweigeschossiges Eckhaus mit Satteldach, vorkragendes Obergeschoss                   | D-4-74-126-195 Wikidata | weitere Bilder |
| Marktplatz 17 (Standort)   | Wohnhaus                                                                | Zweigeschossiger Mansarddachbau, um 1885                                                           | D-4-74-126-196 Wikidata | weitere Bilder |
| Marktplatz 18 (Standort)   | Ehemaliges protestantisches Pfarrhaus                                   | Zweigeschossiges Eckhaus mit Satteldach, um 1739, im 20. Jahrhundert erweitert                     | D-4-74-126-197 Wikidata | weitere Bilder |
| Nähe Marktplatz (Standort) | Zunftzeichen der ehemaligen Gerberei Marktplatz 14                      | Rückwärtig angebrachte Sandsteintafel, bezeichnet „1601“                                           | D-4-74-126-192 Wikidata | BW             |

##### Nürnberger Straße
| Lage                             | Objekt                                    | Beschreibung                                                                                               | Akten-Nr.               | Bild           |
| -------------------------------- | ----------------------------------------- | --- | ----------------------- | -------------- |
| Nürnberger Straße 1 (Standort)   | Ehemalige Kapelle St. Gereon              | 16./17. Jahrhundert, 1852 umgebaut, 1924 zum katholischen Jugendheim ausgebaut                             | D-4-74-126-199 Wikidata | weitere Bilder |
| Nürnberger Straße 1 (Standort)   | Torbogen                                  | Sandstein                                                                                                  | D-4-74-126-199 Wikidata | weitere Bilder |
| Nürnberger Straße 2 (Standort)   | Wohnhaus, ehemals zum Truchseßhof gehörig | Dreigeschossiges Eckhaus, im Kern Fachwerk, 16. Jahrhundert, Sandsteinfassade um 1800                      | D-4-74-126-200 Wikidata | weitere Bilder |
| Nürnberger Straße 3 (Standort)   | Ehemaliges fürstbischöfliches Amtshaus    | Dreigeschossiger Putzbau mit Walmdach, 1685, 1709 erhöht                                                   | D-4-74-126-201 Wikidata | weitere Bilder |
| Nürnberger Straße 3 (Standort)   | Südflügel mit Scheune                     | Fachwerk                                                                                                   | D-4-74-126-201 Wikidata | weitere Bilder |
| Nürnberger Straße 3 (Standort)   | Nordflügel mit Stallung                   | | D-4-74-126-201 Wikidata | weitere Bilder |
| Nürnberger Straße 3 (Standort)   | Gartenpavillon und -mauer                 | Sandstein                                                                                                  | D-4-74-126-201 Wikidata | weitere Bilder |
| Nürnberger Straße 5 (Standort)   | Wohnhaus                                  | Zweigeschossiges Eckhaus mit Satteldach, Fachwerkobergeschoss und -giebel, Ende 17./Anfang 18. Jahrhundert | D-4-74-126-202 Wikidata | weitere Bilder |
| Nürnberger Straße 5 (Standort)   | Fachwerkscheune                           | Ursprünglich frei stehend, heute angebaut                                                                  | D-4-74-126-202 Wikidata | weitere Bilder |
| Nürnberger Straße 8 (Standort)   | Wohnhaus                                  | Zweigeschossiges Giebelhaus, Sandsteinquaderbau, erstes Viertel 18. Jahrhundert                            | D-4-74-126-203 Wikidata | weitere Bilder |
| Nürnberger Straße 8 (Standort)   | Rückgebäude                               | Mit Fachwerkobergeschoss                                                                                   | D-4-74-126-203 Wikidata | BW             |
| Nürnberger Straße 12 (Standort)  | Wohnhaus                                  | Zweigeschossiges Eckhaus mit Giebel-Fachwerk des 18. Jahrhunderts                                          | D-4-74-126-205 Wikidata | weitere Bilder |
| Nürnberger Straße 12a (Standort) | Kleinhaus                                 | Eingeschossiger Satteldachbau, Fachwerkgiebel, wohl 18. Jahrhundert, mit älteren Einbauten                 | D-4-74-126-397 Wikidata | weitere Bilder |

##### Paradeplatz
| Lage                      | Objekt                                                               | Beschreibung | Akten-Nr.               | Bild           |
| ------------------------- | -------------------------------------------------------------------- | --- | ----------------------- | -------------- |
| Paradeplatz (Standort)    | Figurengruppe, Immaculata mit zwei Engeln                            | Sandstein, bezeichnet „1747“, Georg Reuß zugeschrieben | D-4-74-126-211 Wikidata | weitere Bilder |
| Paradeplatz 2 (Standort)  | Ehemalige Fürstbischöfliche Kommandantur                             | Stattliches zweigeschossiges Walmdachhaus, Mittelrisalit mit Mansarddach-Zwerchhaus, 1744/47 von Michael Küchel, bezeichnet „1750“                                                           | D-4-74-126-212          | weitere Bilder |
| Paradeplatz 5 (Standort)  | Ehemaliges Brauereianwesen, seit 17. Jahrhundert Gasthaus zum Schwan | Zweigeschossiges Mansarddachhaus, Sandsteinquaderbau, zweites Viertel 18. Jahrhundert | D-4-74-126-213 Wikidata | weitere Bilder |
| Paradeplatz 2 (Standort)  | Ehemalige Fürstbischöfliche Kommandantur                             | Seitenflügel, bezeichnet „1745“ | D-4-74-126-212 Wikidata | weitere Bilder |
| Paradeplatz 2 (Standort)  | Ehemalige Fürstbischöfliche Kommandantur                             | Rückgebäude | D-4-74-126-212 Wikidata | weitere Bilder |
| Paradeplatz 2 (Standort)  | Ehemalige Fürstbischöfliche Kommandantur                             | Mauer, Sandsteinquader | D-4-74-126-212 Wikidata | weitere Bilder |
| Paradeplatz 15 (Standort) | Kleinhaus                                                            | eingeschossiger, verputzter Satteldachbau mit Zierfachwerkgiebel und Fußwalm, im Kern wohl Anfang 17. Jh., 1906 nach Osten verlängert und mit übergiebeltem Vorbau mit Zierfachwerk versehen | D-4-74-126-215 Wikidata | weitere Bilder |
| Paradeplatz 17 (Standort) | Ehemalige Hauptwache                                                 | Eingeschossiger Walmdachbau mit Säulenvorhalle, Sandsteinquaderbau, um 1800 | D-4-74-126-210 Wikidata | weitere Bilder |
| Paradeplatz 18 (Standort) | Ehemaliges Brauereianwesen                                           | Zweigeschossiges Eckhaus, im Kern 18. Jahrhundert, Fassade, Neurenaissance, um 1880 | D-4-74-126-216 Wikidata | weitere Bilder |
| Paradeplatz 19 (Standort) | Ehemalige Scheune von Brauereianwesen                                | Zweigeschossiger, giebelständiger Fachwerkbau, bezeichnet „1613“, 1952 zum Wohnhaus umgebaut                                                                                                 | D-4-74-126-217 Wikidata | weitere Bilder |

##### Rosengäßchen
| Lage                         | Objekt            | Beschreibung                                                                 | Akten-Nr.               | Bild           |
| ---------------------------- | ----------------- | ---------------------------------------------------------------------------- | ----------------------- | -------------- |
| Nähe Rosengäßchen (Standort) | Ehemalige Scheune | Seit 1985 Wohnhaus, zweigeschossiger Fachwerkbau, 18. Jahrhundert            | D-4-74-126-220 Wikidata | weitere Bilder |
| Rosengäßchen 6 (Standort)    | Wohnhaus          | Zweigeschossiger Fachwerkbau unter Satteldach, zweite Hälfte 16. Jahrhundert | D-4-74-126-219 Wikidata | weitere Bilder |

##### Sackgasse
| Lage                            | Objekt                      | Beschreibung                                       | Akten-Nr.               | Bild           |
| ------------------------------- | --------------------------- | -------------------------------------------------- | ----------------------- | -------------- |
| Sackgasse 3, 4, 5, 6 (Standort) | Ehemalige Artilleriekaserne | Langgestreckter zweigeschossiger Walmdachbau, 1701 | D-4-74-126-221 Wikidata | weitere Bilder |

##### Sattlertorstraße
| Lage                           | Objekt                                                                                        | Beschreibung | Akten-Nr.               | Bild           |
| ------------------------------ | --------------------------------------------------------------------------------------------- | --- | ----------------------- | -------------- |
| Nähe Rathaus (Standort)        | Kriegergedächtnisbrunnen                                                                      | Gedenksäule in polygonaler Brunnenschale, 1927 | D-4-74-126-265 Wikidata | weitere Bilder |
| Sattlertorstraße 2 (Standort)  | Ehemaliges Dompropsteihaus, heute katholischer Pfarrhof                                       | Dreigeschossiger Mansarddachbau mit Sandsteinfassade, Mitte 18. Jahrhundert Angebautes Rückgebäude, im Kern 16. Jahrhundert                                                | D-4-74-126-241 Wikidata | weitere Bilder |
| Sattlertorstraße 2 (Standort)  | Scheune                                                                                       | Eingeschossig, Sandsteinquader und Fachwerk, 19. Jahrhundert | D-4-74-126-241 Wikidata | weitere Bilder |
| Sattlertorstraße 4 (Standort)  | Ehemalige Brauerei und Gastwirtschaft Lehmayer                                                | Dreigeschossiges Walmdachhaus, Sandsteingliederungen, um 1700 | D-4-74-126-243 Wikidata | weitere Bilder |
| Sattlertorstraße 5 (Standort)  | Ehemaliges Handwerkerhaus, seit 1900 Erweiterungsbau des Rathauses, sogenanntes Schusterhaus  | Dreigeschossiges spätgotisches Traufseithaus, Fachwerkobergeschosse vorkragend, im Kern um 1500, verändert 18./19. Jahrhundert; vergleiche auch Ensemble St.-Martin-Straße | D-4-74-126-242 Wikidata | weitere Bilder |
| Sattlertorstraße 5 (Standort)  | Wohnhaus, seit 1900 Erweiterungsbau des Rathauses, sogenanntes Frechshaus                     | Dreigeschossiger Fachwerkbau mit stark vorkragenden Obergeschossen, um 1500                                                                                                | D-4-74-126-240 Wikidata | weitere Bilder |
| Sattlertorstraße 5 (Standort)  | Ehemaliges Wohnhaus, sogenanntes Streitshaus, heute zum Rathaus gehörig                       | Dreigeschossiges Satteldachhaus mit Zierfachwerk, östlicher Teil um 1550/60, westlicher Teil um 1580/90, verändert im 18. Jahrhundert                                      | D-4-74-126-244 Wikidata | weitere Bilder |
| Sattlertorstraße 5 (Standort)  | Hausfigur                                                                                     | Muttergottes, frühes 18. Jahrhundert | D-4-74-126-244 Wikidata | weitere Bilder |
| Sattlertorstraße 6 (Standort)  | Wohnhaus                                                                                      | Stattlicher dreigeschossiger Walmdachbau, im Kern wohl spätmittelalterlich, 1554 ausgebaut, Sandsteinfassade um 1760/70, bezeichnet „1790“                                 | D-4-74-126-245 Wikidata | weitere Bilder |
| Sattlertorstraße 6 (Standort)  | Westliches Rückgebäude                                                                        | Im Kern 16. Jahrhundert | D-4-74-126-245 Wikidata | weitere Bilder |
| Sattlertorstraße 6 (Standort)  | Östliches Rückgebäude                                                                         | Im Kern aus dem Spätmittelalter, im 18./19. Jahrhundert umgebaut | D-4-74-126-245 Wikidata | weitere Bilder |
| Sattlertorstraße 7 (Standort)  | Wohnhaus                                                                                      | Zweigeschossiges Giebelhaus mit vorkragendem Ober- und Dachgeschoss, nach Osten Pultdach, im Kern spätmittelalterlich, 1927 rückwärtig erweitert                           | D-4-74-126-246 Wikidata | weitere Bilder |
| Sattlertorstraße 8 (Standort)  | Wohnhaus                                                                                      | Dreigeschossiges Satteldachhaus mit Fachwerkobergeschossen des späten 15. Jahrhunderts, im Barock in Teilen umgestaltet                                                    | D-4-74-126-247 Wikidata | weitere Bilder |
| Sattlertorstraße 9 (Standort)  | Wohnhaus                                                                                      | Dreigeschossiges Giebelhaus, Giebel mit Nachbarhaus Nr. 7 zusammengefasst, nach Westen Pultdach, verputztes Fachwerk, wohl 16. Jahrhundert, 1899 rückwärtig erweitert      | D-4-74-126-248 Wikidata | weitere Bilder |
| Sattlertorstraße 10 (Standort) | Ehemaliger fürstbischöflicher Kastenhof, seit dem 19. Jahrhundert Gastwirtschaft und Brauerei | Zweigeschossiger Halbwalmdachbau, 16. bis 19. Jahrhundert | D-4-74-126-249 Wikidata | weitere Bilder |
| Sattlertorstraße 10 (Standort) | Rückwärtige Bebauung mit Fachwerkscheune                                                      | 18. Jahrhundert | D-4-74-126-249 Wikidata | weitere Bilder |
| Sattlertorstraße 12 (Standort) | Bürgerhaus                                                                                    | Zweigeschossiger Giebelbau, im Kern 16. Jahrhundert, Umbauten im Barock und 1894, Neurenaissancefassade von 1904                                                           | D-4-74-126-251 Wikidata | weitere Bilder |
| Sattlertorstraße 13 (Standort) | Wohnhaus                                                                                      | Aus drei Bauteilen bestehendes Giebelhaus, Rückgebäude mit Zierfachwerk und Walmdach, Hof mit Holzgalerie, Anfang 18. Jahrhundert; vergleiche auch Ensemble Kapellenstraße | D-4-74-126-252 Wikidata | weitere Bilder |
| Sattlertorstraße 14 (Standort) | Ehemaliges Gasthaus Zum Hirsch, heute Brauerei Hebendanz                                      | Zweigeschossige, giebelständiger Fachwerkbau, bezeichnet „1579“ | D-4-74-126-253 Wikidata | weitere Bilder |
| Sattlertorstraße 14 (Standort) | Rückwärtige Bebauung mit Brauhaus                                                             | 1887 | D-4-74-126-253 Wikidata | BW             |
| Sattlertorstraße 14 (Standort) | Lagerräume                                                                                    | um 1880 | D-4-74-126-253 Wikidata | BW             |
| Sattlertorstraße 14 (Standort) | Eiskeller                                                                                     | 1899 | D-4-74-126-253 Wikidata | BW             |
| Sattlertorstraße 14 (Standort) | Scheune                                                                                       | 18. Jahrhundert | D-4-74-126-253 Wikidata | weitere Bilder |
| Sattlertorstraße 16 (Standort) | Wohnhaus und ehemalige Bäckerei                                                               | Zweigeschossiges Walmdachhaus, Sandsteinfassade, um 1834 ergänzt | D-4-74-126-254 Wikidata | weitere Bilder |
| Sattlertorstraße 17 (Standort) | Ehemaliges Pfründhaus des St.-Anna-Benefiziums                                                | Zweigeschossiges Giebelhaus, im Kern 15./16. Jahrhundert | D-4-74-126-255 Wikidata | weitere Bilder |
| Sattlertorstraße 18 (Standort) | Brauerei Greif                                                                                | Zweigeschossiger Putzbau mit Halbwalmdach, frühes 18. Jahrhundert | D-4-74-126-256 Wikidata | weitere Bilder |
| Sattlertorstraße 18 (Standort) | Brauerei Greif                                                                                | Rückwärtige Anbauten, 19. Jahrhundert | D-4-74-126-256 Wikidata | BW             |
| Sattlertorstraße 19 (Standort) | Wohnhaus                                                                                      | Zweigeschossiges Eckhaus mit Zierfachwerkgiebel und Satteldach, spätes 16. Jahrhundert                                                                                     | D-4-74-126-257 Wikidata | weitere Bilder |
| Sattlertorstraße 20 (Standort) | Wohnhaus                                                                                      | Zweigeschossiges Giebelhaus mit Eckquaderung, 18. Jahrhundert | D-4-74-126-258 Wikidata | weitere Bilder |
| Sattlertorstraße 28 (Standort) | Wohnhaus                                                                                      | Zweigeschossiges Eckhaus mit Satteldach, im Kern 15./16. Jahrhundert, Fachwerkgiebel 16./17. Jahrhundert                                                                   | D-4-74-126-261 Wikidata | weitere Bilder |
| Sattlertorstraße 30 (Standort) | Ehemaliger Hof der Herren von Wirtzpurg                                                       | 1588 für Dompropst Wolff Albrecht von Würzburg erbaut, zweigeschossiges Traufseithaus mit Toreinfahrt, bezeichnet „1588“                                                   | D-4-74-126-262 Wikidata | weitere Bilder |
| Sattlertorstraße 32 (Standort) | Gasthaus zur Kaiserpfalz                                                                      | Zweigeschossiger Halbwalmdachbau mit Fachwerkobergeschoss und -giebel, 17./18. Jahrhundert                                                                                 | D-4-74-126-263 Wikidata | weitere Bilder |
| Sattlertorstraße 34 (Standort) | Wohnhaus                                                                                      | Ursprünglich zweigeschossiges Giebelhaus, Sandsteinquaderbau, im Kern 16. Jahrhundert, im 18. Jahrhundert aufgestockt                                                      | D-4-74-126-264 Wikidata | weitere Bilder |

##### Schulstraße
| Lage                                      | Objekt                | Beschreibung | Akten-Nr.               | Bild           |
| ----------------------------------------- | --------------------- | --- | ----------------------- | -------------- |
| Schulstraße 4 (Standort)                  | Ehemaliger Pilatushof | 1077 erstmals erwähnt, später Egloffsteinischer Freihof bzw. Reiserhof, zweigeschossiger Halbwalmdachbau, 15./16. Jahrhundert, im 18. Jahrhundert erweitert | D-4-74-126-266 Wikidata | weitere Bilder |
| Schulstraße 4 (Standort)                  | Laubengang            | | D-4-74-126-266 Wikidata | weitere Bilder |
| Schulstraße 6, Nähe Wallstraße (Standort) | Scheune               | Verputztes Fachwerk | D-4-74-126-267 Wikidata | weitere Bilder |
| Schulstraße 7 (Standort)                  | Wohnhaus              | Zweigeschossiges Eckhaus mit Satteldach, 18. Jahrhundert | D-4-74-126-267 Wikidata | weitere Bilder |

##### Spitalstraße
| Lage                      | Objekt            | Beschreibung                                                      | Akten-Nr.               | Bild           |
| ------------------------- | ----------------- | ----------------------------------------------------------------- | ----------------------- | -------------- |
| Spitalstraße 1 (Standort) | Ehemalige Scheune | Zweigeschossiges Satteldachhaus, Fachwerk, frühes 18. Jahrhundert | D-4-74-126-268 Wikidata | weitere Bilder |

##### Sankt-Martin-Straße
| Lage                                | Objekt                                         | Beschreibung | Akten-Nr.               | Bild           |
| ----------------------------------- | ---------------------------------------------- | --- | ----------------------- | -------------- |
| Sankt-Martin-Straße 1 (Standort)    | Ehemaliger Kanonikatshof                       | Zweigeschossiges Eckhaus mit Satteldach, 17. Jahrhundert und um 1700                                                                                        | D-4-74-126-222 Wikidata | weitere Bilder |
| Sankt-Martin-Straße 2 (Standort)    | Ehemaliger Kanonikatshof                       | Zweigeschossiger Walmdachbau, Fachwerk, mit Hausteinfassade, um 1729                                                                                        | D-4-74-126-223 Wikidata | weitere Bilder |
| Sankt-Martin-Straße 4 (Standort)    | Ehemaliger Dechanthof                          | Zweigeschossiges Giebelhaus mit traufseitigem Südflügel, 1564/65 von Jakob Mailik, Neurenaissancefassade bezeichnet „1910“                                  | D-4-74-126-224 Wikidata | weitere Bilder |
| Nähe Sankt-Martin-Straße (Standort) | Nebengebäude                                   | Zugehörig eingeschossige Fachwerkscheune, bezeichnet „1602“, von Hans Hantsch und Paulus Keit                                                               | D-4-74-126-224 Wikidata | BW             |
| Sankt-Martin-Straße 5 (Standort)    | Ehemaliger Kanonikatshof, sogenannter Steinhof | Massiver, dreigeschossiger und giebelständiger Satteldachbau mit verputztem Fachwerkobergeschoss, Staffelgiebel und gefalzten Rahmen, 1431/32               | D-4-74-126-225 Wikidata | weitere Bilder |
| Sankt-Martin-Straße 5 (Standort)    | Rückgebäude                                    | Zweigeschossiger Sandsteinquaderbau mit einseitig abgewalmtem Satteldach und gefalzten Rahmen, wohl gleichzeitig, Dachwerk im 18. Jh. erneuert              | D-4-74-126-225 Wikidata | weitere Bilder |
| Sankt-Martin-Straße 6 (Standort)    | Ehemaliger Kanonikatshof                       | Zweigeschossiges Eckhaus mit vorkragendem Obergeschoss und Giebel, 15. bis 18. Jahrhundert                                                                  | D-4-74-126-226 Wikidata | weitere Bilder |
| Sankt-Martin-Straße 6 (Standort)    | Hofmauer und Rückgebäude                       | | D-4-74-126-226 Wikidata | weitere Bilder |
| Sankt-Martin-Straße 7 (Standort)    | Ehemaliger Kanonikatshof                       | Zweigeschossiges Eckhaus mit Fachwerkobergeschoss, 16./17. Jahrhundert                                                                                      | D-4-74-126-227 Wikidata | weitere Bilder |
| Sankt-Martin-Straße 7a (Standort)   | Ehemalige Stiftsschule                         | Zweiflügeliges Gebäude, Südflügel (Nr. 7a) mit Fachwerkobergeschoss und -giebel, 16. Jahrhundert                                                            | D-4-74-126-228 Wikidata | weitere Bilder |
| Sankt-Martin-Straße 8 (Standort)    | Ehemalige Stiftsschule                         | Zweiflügeliges Gebäude, Westflügel (Nr. 8), 1791/92 nach Plänen von Lorenz Fink, im 19. Jahrhundert verändert                                               | D-4-74-126-228 Wikidata | weitere Bilder |
| Sankt-Martin-Straße 9 (Standort)    | Wohnhaus                                       | Zweigeschossiger Fachwerkbau, im Norden mit abgewalmtem Dach, 18. Jahrhundert; vgl. auch Ensemble Kapellenstraße                                            | D-4-74-126-229 Wikidata | weitere Bilder |
| Sankt-Martin-Straße 10 (Standort)   | Wohnhaus                                       | Eingeschossiger Satteldachbau mit Fachwerkgiebel, 18. Jahrhundert                                                                                           | D-4-74-126-230          | weitere Bilder |
| Sankt-Martin-Straße 12 (Standort)   | Wohnhaus                                       | Zweigeschossiges Giebelhaus, 18. Jahrhundert | D-4-74-126-232          | weitere Bilder |
| Sankt-Martin-Straße 13 (Standort)   | Wohnhaus                                       | Zweigeschossiger Sandsteinbau, im Kern 18. Jahrhundert, Mansarddach von 1892                                                                                | D-4-74-126-233 Wikidata | weitere Bilder |
| Sankt-Martin-Straße 15 (Standort)   | Wohnhaus                                       | Zweigeschossiges Giebelhaus, im Kern um 1360, Umbauten um 1420 und 19./20. Jahrhundert                                                                      | D-4-74-126-234 Wikidata | weitere Bilder |
| Sankt-Martin-Straße 16 (Standort)   | Ehemaliges Handwerkerhaus                      | Zweigeschossiger Giebelbau mit Hausteingliederung, um 1700                                                                                                  | D-4-74-126-235 Wikidata | weitere Bilder |
| Sankt-Martin-Straße 17 (Standort)   | Ehemaliges Kanonikatshof                       | Dreigeschossiger Satteldachbau, 15./16. Jahrhundert und 18. Jahrhundert                                                                                     | D-4-74-126-236 Wikidata | weitere Bilder |
| Sankt-Martin-Straße 17 (Standort)   | Rückgebäude                                    | Angebaut, zweigeschossig, Krüppelwalm | D-4-74-126-236 Wikidata | BW             |
| Sankt-Martin-Straße 17 (Standort)   | Rückgebäude                                    | Frei stehend, Fachwerk | D-4-74-126-236 Wikidata | weitere Bilder |
| Sankt-Martin-Straße 18 (Standort)   | Katholische Stadtpfarrkirche St. Martin        | Dreischiffiges Langhaus mit eingezogenem Chor, 11. bis 16. Jahrhundert, Barockisierung 1710/20, sechsgeschossiger Turm an der Westfassade mit Zwiebelkuppel | D-4-74-126-237 Wikidata | weitere Bilder |

##### Torstraße
| Lage                   | Objekt                          | Beschreibung                                                                                    | Akten-Nr.               | Bild           |
| ---------------------- | ------------------------------- | ----------------------------------------------------------------------------------------------- | ----------------------- | -------------- |
| Torstraße 1 (Standort) | Wohnhaus, ehemalige Schlosserei | Zweigeschossiges Giebelhaus, 18. Jahrhundert, bezeichnet „1862“, Neorenaissancefassade von 1897 | D-4-74-126-272 Wikidata | weitere Bilder |

##### Vogelstraße
| Lage                      | Objekt          | Beschreibung | Akten-Nr.               | Bild           |
| ------------------------- | --------------- | ------------ | ----------------------- | -------------- |
| Vogelstraße 19 (Standort) | Mansarddachhaus | Um 1815      | D-4-74-126-275 Wikidata | weitere Bilder |

##### Waisenhausstraße
| Lage                                 | Objekt                       | Beschreibung | Akten-Nr.               | Bild           |
| ------------------------------------ | ---------------------------- | --- | ----------------------- | -------------- |
| Nähe Waisenhausstraße (Standort)     | Scheune                      | Fachwerkbau, 17./18. Jahrhundert | D-4-74-126-276 Wikidata | weitere Bilder |
| Nähe Waisenhausstraße (Standort)     | Kegelbahn                    | Zum ehem. Gasthaus Krone (Bamberger Straße 4), lang gestreckter, eingeschossiger Holzständerbau mit Satteldach, 1883/85; mit Ausstattung | D-4-74-126-486          | Kegelbahn      |
| Waisenhausstraße 4 (Standort)        | Scheunen                     | Fachwerkbau, 17./18. Jahrhundert | D-4-74-126-276 Wikidata | weitere Bilder |
| Waisenhausstraße 6 (Standort)        | Scheune                      | Fachwerkbau, 17./18. Jahrhundert | D-4-74-126-276 Wikidata | weitere Bilder |
| Waisenhausstraße 14, 14a (Standort)  | Vierseithof, Wohnstallhaus   | Zweigeschossiger Fachwerkbau, im Kern 17./18. Jahrhundert                                                                                | D-4-74-126-279 Wikidata | weitere Bilder |
| Waisenhausstraße 14 (Standort)       | Vierseithof, Fachwerkscheune | Zweite Hälfte 16. Jahrhundert | D-4-74-126-279 Wikidata | weitere Bilder |
| Waisenhausstraße 14, 14 a (Standort) | Vierseithof, Holzlege        | Wohl spätes 18. Jahrhundert, mit Kellerzugang, datiert „1575“                                                                            | D-4-74-126-279 Wikidata | weitere Bilder |

##### Wallgasse
| Lage                      | Objekt                                    | Beschreibung | Akten-Nr.               | Bild           |
| ------------------------- | ----------------------------------------- | --- | ----------------------- | -------------- |
| Nähe Wallgasse (Standort) | Scheune                                   | Eingeschossiger Satteldachbau, Fachwerk, 18. Jahrhundert                                                                | D-4-74-126-207          | weitere Bilder |
| Wallgasse 1 (Standort)    | Ehemaliges Nebengebäude des Truchseßhofes | Zweigeschossiges Walmdachhaus mit Fachwerkobergeschoss, im Kern frühes 16. Jahrhundert, im 18. Jahrhundert teilerneuert | D-4-74-126-280 Wikidata | weitere Bilder |

##### Wallstraße
| Lage                      | Objekt                  | Beschreibung                                                      | Akten-Nr.               | Bild           |
| ------------------------- | ----------------------- | ----------------------------------------------------------------- | ----------------------- | -------------- |
| Wallstraße 6 (Standort)   | Hierbei Fachwerkscheune | 17./18. Jahrhundert                                               | D-4-74-126-281 Wikidata | weitere Bilder |
| Wallstraße 17 (Standort)  | Ehemalige Mädchenschule | Stattlicher zweigeschossiger Jugendstilbau, 1908 von Fritz Walter | D-4-74-126-282 Wikidata | weitere Bilder |
| Wallstraße 22b (Standort) | Scheune                 | Eingeschossiger Satteldachbau, Fachwerk, bezeichnet „1785“        | D-4-74-126-156 Wikidata | weitere Bilder |

##### Wiesentstraße
| Lage                          | Objekt                                                                               | Beschreibung | Akten-Nr.               | Bild           |
| ----------------------------- | ------------------------------------------------------------------------------------ | --- | ----------------------- | -------------- |
| Wiesentstraße 2 (Standort)    | Wohnhaus                                                                             | Eckhaus, im Kern 17./18. Jahrhundert, Satteldach aus dem frühen 19. Jahrhundert, Mansarddachanbau von 1909; vgl. auch Ensemble Bamberger Straße | D-4-74-126-283 Wikidata | weitere Bilder |
| Wiesentstraße 5 (Standort)    | Wohnhaus                                                                             | Zweigeschossiger, giebelständiger, verputzter Fachwerkbau, frühes 18. Jahrhundert | D-4-74-126-285 Wikidata | weitere Bilder |
| Wiesentstraße 7 (Standort)    | Wohnhaus                                                                             | Eingeschossiges giebelständiges Hofhaus mit verputztem Fachwerkobergeschoss und Frackdach, 18. Jahrhundert | D-4-74-126-286 Wikidata | weitere Bilder |
| Wiesentstraße 10 (Standort)   | Ehemalige Mühle, sogenannte Burkhart- oder Kammerersmühle                            | Zweigeschossiges Satteldachhaus, Zierfachwerkobergeschoss über Sandsteinquadererdgeschoss, bezeichnet „1698“ | D-4-74-126-287 Wikidata | weitere Bilder |
| Wiesentstraße 11 (Standort)   | Wohnhaus                                                                             | Zweigeschossiges Satteldachhaus mit Riegelfachwerk, modern bezeichnet „1682“; Rückgebäude, 17./18. Jahrhundert | D-4-74-126-288 Wikidata | weitere Bilder |
| Wiesentstraße 12 (Standort)   | Fischkästen in der Wiesent                                                           | Holzkonstruktionen mit Pultdächern, 18. /19. Jahrhundert; unter anderem bei Nr. 14 | D-4-74-126-392 Wikidata | weitere Bilder |
| Wiesentstraße 13 (Standort)   | Wohnhaus                                                                             | Langgestreckter, zweigeschossiger und giebelständiger Satteldachbau; Vorderhaus, ehem. Wirtschaftsbau, 1342/44 (dendro. dat.), 1563/65 (dendro. dat.) Umnutzung; Hinterhaus, abgewalmter Fachwerkanbau, 1389/91 (dendro. dat.), 1893 Straßengiebel versteinert | D-4-74-126-289 Wikidata | weitere Bilder |
| Wiesentstraße 14 (Standort)   | Wohnhaus                                                                             | Zweigeschossiges Eckhaus an der Hundsbrücke mit Satteldach, Fachwerk erneuert, 18. Jahrhundert | D-4-74-126-290 Wikidata | weitere Bilder |
| Wiesentstraße 15a (Standort)  | Ehemalige Nebengebäude der Synagoge, wohl ehemaliges Judenbad, sogenannt Tuck        | Ehemaliger eingeschossiger Walmdachbau, 18. Jahrhundert, im 20. Jahrhundert umgebaut | D-4-74-126-291 Wikidata | weitere Bilder |
| Wiesentstraße 17 (Standort)   | Wohnstallhaus                                                                        | Zweigeschossiges Halbwalmdachhaus mit Fachwerkobergeschoss, 17. Jahrhundert | D-4-74-126-292 Wikidata | weitere Bilder |
| Wiesentstraße 17 (Standort)   | Scheune                                                                              | 19. Jahrhundert | D-4-74-126-292 Wikidata | weitere Bilder |
| Wiesentstraße 18 (Standort)   | Doppelwohnhaus                                                                       | Zweigeschossiger, traufständiger Fachwerkbau mit Satteldach, Putzfassade mit geohrten Holzfensterrahmen und rückwärtigem Anbau, 1762/63 (dendro.dat.), Ende 18. Jh. erweitert um nördlichen Hausteil des östlich benachbarten, giebelständigen Satteldachbaus mit Fachwerkobergeschoss und Putzfassade mit geohrten Fensterrahmen, Eckpilastern und Geschossgesims, 1656 (dendro.dat.), Erdgeschoss später versteinert, im 19. Jh. im Inneren homogenisiert | D-4-74-126-484          | BW             |
| Wiesentstraße 19 (Standort)   | Wohnhaus                                                                             | Zweigeschossiger Halbwalmdachbau, im Kern 17. Jahrhundert, Sandsteinfassade Mitte 19. Jahrhundert vorgeblendet | D-4-74-126-294 Wikidata | weitere Bilder |
| Wiesentstraße 21 (Standort)   | Wohnhaus                                                                             | Dreigeschossiger Walmdachbau, erste Hälfte 19. Jahrhundert, 1904 um zweites Obergeschoss erweitert | D-4-74-126-295 Wikidata | weitere Bilder |
| Wiesentstraße 27 (Standort)   | Scheune                                                                              | Fachwerk, 17./18. Jahrhundert | D-4-74-126-299 Wikidata | weitere Bilder |
| Wiesentstraße 27 (Standort)   | Ummauerung                                                                           | Mit Hoftor | D-4-74-126-299 Wikidata | weitere Bilder |
| Wiesentstraße 29 (Standort)   | Wohnhaus                                                                             | Um 1875 | D-4-74-126-300 Wikidata | weitere Bilder |
| Wiesentstraße 29a (Standort)  | Scheune                                                                              | Fachwerk, 18. Jahrhundert, mit Kellerhals des 17. Jahrhunderts im Inneren | D-4-74-126-300 Wikidata | weitere Bilder |
| Wiesentstraße 31 (Standort)   | Dreiseithof                                                                          | Wohnhaus, eingeschossiger, giebelständiger Fachwerkbau mit Satteldach, 1548/50 (dendro. dat.), 1888 bis an die Straße verlängert; Scheune, Fachwerkbau mit Satteldach über großem Gewölbekeller, 1442/43 (dendro. dat.); Stall, langgestreckter, eingeschossiger Sandsteinquaderbau mit Satteldach, 19. Jh., Kern wohl älter | D-4-74-126-404 Wikidata | weitere Bilder |
| Wiesentstraße 31 (Standort)   | Dreiseithof                                                                          | Eingeschossiges giebelständiges Wohnstallhaus im Westen, 19. Jahrhundert, Rückseite (nördlich) Gartenfläche | D-4-74-126-404 Wikidata | weitere Bilder |
| Wiesentstraße 42 (Standort)   | Wohnhaus                                                                             | Zweigeschossiger giebelständiger Fachwerkbau, 18. Jahrhundert | D-4-74-126-301 Wikidata | weitere Bilder |
| Wiesentstraße 45 (Standort)   | Bauernhaus                                                                           | Eingeschossiges Giebelhaus, Mitte 19. Jahrhundert | D-4-74-126-302 Wikidata | weitere Bilder |
| Wiesentstraße 45 (Standort)   | Scheune                                                                              | Massiv, Satteldach | D-4-74-126-302 Wikidata | weitere Bilder |
| Wiesentstraße 45 (Standort)   | Hofmauer                                                                             | Aus Sandstein, darin Bildstock mit Darstellung der Marienkrönung | D-4-74-126-302 Wikidata | weitere Bilder |
| Wiesentstraße 57 (Standort)   | Ehemaliges landwirtschaftliches Anwesen, im frühen 20. Jahrhundert Schmiedewerkstatt | Eingeschossiges Satteldachhaus, im Kern zweite Hälfte 16. Jahrhundert, Fassade zur Wiesentstraße Mitte des 19. Jahrhunderts erneuert | D-4-74-126-304 Wikidata | weitere Bilder |
| Wiesentstraße 57 (Standort)   | Nebengebäude und Ummauerung                                                          | | D-4-74-126-304 Wikidata | BW             |
| Wiesentstraße 59 (Standort)   | Hausfigur Muttergottes mit Baldachin                                                 | Frühes 18. Jahrhundert | D-4-74-126-305 Wikidata | BW             |
| Nähe Wiesentstraße (Standort) | Ehemalige Dompropsteischeune                                                         | Stattlicher massiver Satteldachbau, Fachwerkgiebel, 18. Jahrhundert, westlicher Teil im 20. Jahrhundert erneuert | D-4-74-126-303 Wikidata | weitere Bilder |

#### Außerhalb des Ensembles Altstadt
| Lage | Objekt                                                                | Beschreibung | Akten-Nr.               | Bild           |
| --- | --------------------------------------------------------------------- | --- | ----------------------- | -------------- |
| Nähe Am Weingartsteig (Standort)                                                                             | Sandsteinsäule                                                        | Erste Hälfte 18. Jahrhundert | D-4-74-126-316 Wikidata | BW             |
| Am Weingartsteig 30, Auf der Bürgerebene etwa 3 km vor der Stadt (Standort)                                  | Ruhestein                                                             | Sandstein, Sitzplatte bezeichnet „1722“ | D-4-74-126-312 Wikidata | BW             |
| Am Weingartsteig 30, auf der Bürgerebene etwa 3 km vor der Stadt (Standort)                                  | Sogenannte Frankenmarter                                              | Sandsteinsäule, frühes 18. Jahrhundert | D-4-74-126-313 Wikidata | BW             |
| Am Siechhaus 1 (Standort)                                                                                    | Kapelle                                                               | Neugotischer Giebelbau, 19. Jahrhundert; mit Ausstattung | D-4-74-126-5 Wikidata   | BW             |
| Am Siechhaus 1, neben der Kapelle (Standort)                                                                 | Ruhebank                                                              | | D-4-74-126-5 Wikidata   | weitere Bilder |
| Am Siechhaus 3 (Standort)                                                                                    | Ehemaliges Siechhaus                                                  | Eingeschossiger Walmdachbau, Mitte 18. Jahrhundert | D-4-74-126-6 Wikidata   | weitere Bilder |
| Nähe Andreas-Steinmetz-Straße (Standort)                                                                     | Alter Friedhof                                                        | Ummauerte Anlage des 16. Jahrhunderts | D-4-74-126-311 Wikidata | weitere Bilder |
| Nähe Andreas-Steinmetz-Straße (Standort)                                                                     | Alter Friedhof, zwei Tore                                             | Ende 18. Jahrhundert | D-4-74-126-311 Wikidata | weitere Bilder |
| Nähe Andreas-Steinmetz-Straße (Standort)                                                                     | Alter Friedhof                                                        | Hexagonaler Altarbaldachin mit Mansarddach, 1796/97 | D-4-74-126-311 Wikidata | weitere Bilder |
| Nähe Andreas-Steinmetz-Straße (Standort)                                                                     | Alter Friedhof                                                        | Schlichtes neuromanisches Friedhofsgebäude, 1868 | D-4-74-126-311 Wikidata | weitere Bilder |
| Nähe Andreas-Steinmetz-Straße (Standort)                                                                     | Alter Friedhof                                                        | Friedhofsgebäude mit Leichenhalle, bezeichnet „1906“ | D-4-74-126-311 Wikidata | weitere Bilder |
| Auf den Kellern 4; Auf den Kellern 8; Auf den Kellern 12; Auf den Kellern 14; Auf den Kellern 22 (Standort)  | Kelleranlagen im Bürgerwald                                           | Kelleranlagen im Bürgerwald, in Sandstein gehauene Stollen unterschiedlicher Länge und Tiefe, 23 Anlagen, zum Teil mit datierten Portalen, Stützmauern, Treppen und Terrassen: Nürnberger-Tor-Keller, Schindlerkeller, Greifkeller, Schäffbräukeller, Hebendanzkeller, Kronenkeller, Schneiderkeller, Rappenkeller, 1886, Winterbauerkeller, 1886, Löwenbräukeller, Fässlakeller, Kaiserkeller, 1890, Kupferkeller, 1718, Bauernkeller, Schlösslakeller, 1609, Glockenkeller, 1843, Stäffalakeller, Eichhornkeller, Weiß-Tauben-Keller, Hoffmannskeller, 1802, Schwanenkeller, Nederkeller, 1692, Blümleinskeller | D-4-74-126-473 Wikidata | BW             |
| Auf den Kellern 27 (Standort)                                                                                | Schützenheim der königlichen privilegierten Hauptschützengesellschaft | Eingeschossiger Saalbau mit nördlichem Kopfbau, Saalbau mit Satteldach, Kopfbau mit Mansardwalmdach und zweiachsiger Gaube. Fassade aus Sandsteinquadern, um 1840, im Saal zahlreiche historische Schützenscheiben | D-4-74-126-401 Wikidata | BW             |
| Bahnhofsplatz 2 (Standort)                                                                                   | Wohn- und Geschäftshaus                                               | Viergeschossiges Eckhaus, um 1895 | D-4-74-126-21 Wikidata  | weitere Bilder |
| Bahnhofsplatz 2 (Standort)                                                                                   | Remise                                                                | Zeitgleich | D-4-74-126-21 Wikidata  | BW             |
| Bahnhofsplatz 9 (Standort)                                                                                   | Bahnhof                                                               | Empfangsgebäude, lang gestreckter, dreigeschossiger Riegelbau, massiv und verputzt, mit Walmdach, Mezzanin im Mittelteil und zwei halbrunden Turmrisaliten mit Kegeldächern, Öffnungen im Erdgeschoss rundbogig mit Keilstein, um 1900, 1936/37 von Fritz Limpert im monumentalen Heimatstil umgebaut, aufgestockt und Inneres erneuert | D-4-74-126-491          | weitere Bilder |
| Bahnhofsplatz 10 a (Standort)                                                                                | Bahnhof                                                               | Nebengebäude, eingeschossiger Sichtziegelbau über Sandsteinsockel, mit Satteldach und Zwerchdächern, 1901 | D-4-74-126-491          | weitere Bilder |
| Bamberger Straße (Standort)                                                                                  | Kilometerstein                                                        | An der Straße nach Bamberg, um 1870 | D-4-74-126-472 Wikidata | weitere Bilder |
| Bamberger Straße 47 (Standort)                                                                               | Ehemalige Hammerschmiede                                              | Eingeschossiger Walmdachbau mit flachen Gauben, bezeichnet „1784“ | D-4-74-126-47 Wikidata  | BW             |
| Bamberger Straße 49 (Standort)                                                                               | Gasthaus Schlößla                                                     | Zweigeschossiger Sandsteinbau mit Satteldach, um 1880 | D-4-74-126-48 Wikidata  | BW             |
| Bamberger Straße 52 (Standort)                                                                               | Schleusenwärterhaus                                                   | Bestandteil des Ludwig-Donau-Main-Kanals, eingeschossiger Sandsteinquaderbau mit Flachsatteldach, 1836–45 | D-4-74-126-49 Wikidata  | weitere Bilder |
| Nähe Bamberger Straße (Standort)                                                                             | Scheune                                                               | Eingeschossiger Sandsteinquaderbau mit Satteldach, erste Hälfte 19. Jahrhundert | D-4-74-126-386 Wikidata | weitere Bilder |
| Nähe Bamberger Straße (Standort)                                                                             | Wiesentbrücke                                                         | Zweijochige Sandsteinquaderbrücke, 17. Jahrhundert | D-4-74-126-50 Wikidata  | weitere Bilder |
| Bammersdorfer Straße, Abzweigung der Unteren Kellerstraße vom Bammersdorfer Weg (Standort)                   | Sogenannte Dreifaltigkeitsmarter                                      | Gewundene Sandsteinsäule, bezeichnet „1621“ | D-4-74-126-317 Wikidata | BW             |
| Bammersdorfer Straße 36, 36a, 36b, 36c, 36d, 36e,36f, 36g, 36h, 38, 40, 42, 44 (Standort)                    | Mietwohnanlage                                                        | Zwei zweigeschossige Bauriegel mit Walmdächern umfassend, konservative Moderne mit expressionistischen Details, 1928 | D-4-74-126-399 Wikidata | BW             |
| Nähe Jean-Paul-Straße (Standort)                                                                             | Außenanlagen und Nebengebäude                                         | Dazugehörig | D-4-74-126-399 Wikidata | BW             |
| Bammersdorfer Straße 58 (Standort)                                                                           | Adalbert-Stifter-Volksschule                                          | Dreigeschossiger Stahlbetonskelettbau mit niedrigem Kniestock zu zwei Trakten, Fassade mit Ziegel und Naturstein, Osttrakt mit zwei Treppenhäusern 1959/60, Westtrakt 1965/67, von Richard Leubert | D-4-74-126-477 Wikidata | BW             |
| Bayreuther Straße 1 a (Standort)                                                                             | Wohnhaus                                                              | Zweigeschossiger Walmdachbau mit Zwerchhäusern, Eckrustizierung und Gesimsbändern im gotisierenden Historismus, um 1900 | D-4-74-126-51 Wikidata  | BW             |
| Bayreuther Straße 3 (Standort)                                                                               | Wohnhaus                                                              | Zweigeschossig, spätklassizistisch, um 1870/80 | D-4-74-126-52 Wikidata  | BW             |
| Bayreuther Straße 4 (Standort)                                                                               | Fabrikanten-Villa                                                     | Stattlicher zweigeschossiger Bau mit aufwendig gestalteten Neurenaissance-Fassaden, um 1890 | D-4-74-126-53 Wikidata  | BW             |
| Bayreuther Straße 5, 7 (Standort)                                                                            | Doppelmietshaus                                                       | Dreigeschossiger Backsteinbau mit flachem Walmdach im Neurenaissance-Stil, bezeichnet „1899“ | D-4-74-126-54 Wikidata  | BW             |
| Bayreuther Straße 102, 108, Trettlachstraße 1, 3, 6 (Standort)                                               | Ehemalige Spinnerei Forchheim                                         | Gruppe von Industriebauten unterschiedlicher Entstehungszeit | D-4-74-126-393 Wikidata | BW             |
| Bayreuther Straße 102 (Standort)                                                                             | Ehemalige Spinnerei Forchheim, Kontorgebäude                          | Eingeschossiges Gebäude mit zweigeschossigem konkavem Risalit, 1921 von Paul Mathys, mit Ausstattung | D-4-74-126-393 Wikidata | weitere Bilder |
| Trettlachstraße 1a (Standort)                                                                                | Ehemalige Spinnerei Forchheim, Spinnereihochgebäude                   | Dreigeschossiges Gebäude, 1890, erweitert 1921 im neuklassizistischen Stil von Rolf Behringer | D-4-74-126-393 Wikidata | weitere Bilder |
| Bayreuther Straße 108 (Standort)                                                                             | Ehemalige Spinnerei Forchheim, Spinnereiflachbau                      | 1960 von Paul Gollwitzer | D-4-74-126-393 Wikidata | weitere Bilder |
| Bayreuther Straße 108 (Standort)                                                                             | Ehemalige Spinnerei Forchheim, Baumwollmagazin                        | Gegliederter Backsteinbau mit geschwungenen Giebeln, 1904 von Adam Egerer | D-4-74-126-393 Wikidata | weitere Bilder |
| Trettlachstraße 1, 3 (Standort)                                                                              | Ehemalige Spinnerei Forchheim, Kessel- und Maschinenhaus              | 1895/98 von Fr. Kratzert | D-4-74-126-393 Wikidata | weitere Bilder |
| Trettlachstraße 6 (Standort)                                                                                 | Ehemalige Spinnerei Forchheim, ehemaliges Baumwolllager               | Zweigeschossiger, verputzter Massivbau mit Vorschussgiebeln und Werksteintraufgesims, um 1890/95, später nach Süden erweitert | D-4-74-126-393 Wikidata | BW             |
| Trettlachstraße 7a (Standort)                                                                                | Ehemalige Spinnerei Forchheim, Turbinenhaus                           | Zweigeschossiger Backsteinbau mit Lisenengliederung, 1889 von Martin | D-4-74-126-393 Wikidata | weitere Bilder |
| Trettlachstraße 13 (Standort)                                                                                | Ehemalige Spinnerei Forchheim, Trafohaus                              | Zweigeschossiger Pyramiddachbau, 1921 von Paul Mathys | D-4-74-126-393 Wikidata | BW             |
| Bergstraße 5 (Standort)                                                                                      | Aufsatz einer Marter mit Kreuzigungsdarstellung                       | Bezeichnet „1632“ | D-4-74-126-55 Wikidata  | BW             |
| Bergstraße 21, vor der Dreifaltigkeitskapelle (Standort)                                                     | Sockel einer Marter                                                   | Sandstein, erste Hälfte 18. Jahrhundert | D-4-74-126-58 Wikidata  | BW             |
| Bergstraße 21 (Standort)                                                                                     | Wegkapelle zur Heiligen Dreifaltigkeit                                | Sandsteinquaderbau, 18. Jahrhundert, schmiedeeisernes Gitter von 1850, Ausstattung: Altar, um 1800 | D-4-74-126-56 Wikidata  | BW             |
| Bergstraße 21, vor der Dreifaltigkeitskapelle (Standort)                                                     | Sandsteinsockel einer Marter                                          | 17./18. Jahrhundert | D-4-74-126-59 Wikidata  | BW             |
| Bergstraße 21, vor der Dreifaltigkeitskapelle (Standort)                                                     | Marter                                                                | Sandsteinsäule, bezeichnet „1590“ | D-4-74-126-57 Wikidata  | BW             |
| Birkensteig 2, am Weingartssteig (Standort)                                                                  | Sandsteinsockel                                                       | Bezeichnet „1743“, mit Gusseisenkreuz, 19. Jahrhundert | D-4-74-126-315 Wikidata | BW             |
| Bürgerwald, im Wasenreuth (Standort)                                                                         | Marter                                                                | Sandsteinsäule, 17./18. Jahrhundert | D-4-74-126-322 Wikidata | BW             |
| Bürgerwald, im Wasenreuth (Standort)                                                                         | Marter                                                                | Sandsteinsäule, 17./18. Jahrhundert; mit Ruhestein | D-4-74-126-321 Wikidata | BW             |
| Bürgerwald (Standort)                                                                                        | Wasserhochbehälter                                                    | Massiver Rundturm, Stahlbetonbau, verkleidet mit bossiertem Kalksteinmauerwerk, mit Kegeldach mit Holzschindeldeckung und Kugelknauf, 1961/62 | D-4-74-126-490          | BW             |
| Die Großen Föhrlinge, an der Straße durch den Stadtwald nach Willersdorf, etwa 4 km vor der Stadt (Standort) | Marter, sogenannte Rote Marter                                        | Sandstein, 17. Jahrhundert | D-4-74-126-314 Wikidata | BW             |
| Dreifaltigkeitsweg ()                                                                                        | Wasserhochbehälter                                                    | massiver, quadratischer Turm mit Zeltdach, Dachterrasse mit Pfeilerkolonnade und Außentreppe, Eingangsportal im Stil des Neobarock, bezeichnet 1921 | D-4-74-126-489          |                |
| Eisenbahnstraße 20 (Standort)                                                                                | Wohnhaus                                                              | Spätklassizistisches Eckhaus, um 1875/80; Einfriedung | D-4-74-126-171 Wikidata | weitere Bilder |
| Fritz-Hoffmann-Straße 3, vor der Staatlichen Berufsschule in der Kaiser-Heinrich-Straße (Standort)           | Steinkreuz                                                            | Sandstein, mittelalterlich | D-4-74-126-475          | BW             |
| Jean-Paul-Straße, Abzweigung Bammersdorfer Weg (Standort)                                                    | Marter                                                                | Sandsteinsäule, 17./18. Jahrhundert | D-4-74-126-147          | BW             |
| Joseph-Otto-Platz 18 (Standort)                                                                              | Katholische Pfarrkirche Verklärung Christi                            | Dreischiffige Halle mit flachgeneigtem Satteldach und rundem Chorschluss, 1957/59 von Winfried und Peter Leonhardt (Nürnberg); mit Ausstattung und bauzeitlichen Anbauten | D-4-74-126-387 Wikidata | BW             |
| Nähe Klosterstraße, auf Grünfläche Ecke Klosterstraße (Standort)                                             | Kriegerdenkmal für die Gefallenen von 1870/71                         | 1895 errichtet | D-4-74-126-67 Wikidata  | weitere Bilder |
| Kolpingsplatz 1 (Standort)                                                                                   | Kolpinghaus                                                           | Stattliches Eckhaus in Neurenaissanceformen, um 1895 | D-4-74-126-172 Wikidata | weitere Bilder |
| Kolpingsplatz 3 (Standort)                                                                                   | Wohnhaus                                                              | Dreigeschossiger Traufseitbau in Neurenaissanceformen, um 1895 | D-4-74-126-173 Wikidata | weitere Bilder |
| Kolpingsplatz 3 (Standort)                                                                                   | Remise                                                                | | D-4-74-126-173 Wikidata | BW             |
| Kolpingsplatz 3 (Standort)                                                                                   | Einfriedung                                                           | | D-4-74-126-173 Wikidata | BW             |
| Kolpingsplatz 5 (Standort)                                                                                   | Wohnhaus                                                              | Zweigeschossiger Traufseitbau in Neurenaissanceformen, bezeichnet 1898 | D-4-74-126-174 Wikidata | weitere Bilder |
| Kolpingsplatz 5 (Standort)                                                                                   | Einfriedung                                                           | | D-4-74-126-174 Wikidata | BW             |
| Konrad-Ott-Straße 1a; Konrad-Ott-Straße 2 (Standort)                                                         | Ehemalige Lager- und Fabrikationsgebäude der Firma Ott & Weber        | Lagergebäude: Ziegelrohbau, dreigeschossig, Lisenengliederung, Betonung der Schmalseiten durch einachsige Risalite mit attikaähnlichen Dachüberständen der seitlichen Gebäudeachsen, Eisenbetonskelettbau, historistisch, 1907 | D-4-74-126-403 Wikidata | BW             |
| Konrad-Ott-Straße 1a; Konrad-Ott-Straße 2 (Standort)                                                         | Ehemalige Lager- und Fabrikationsgebäude der Firma Ott & Weber        | Fabrikationsgebäude: Ziegelrohbau, viergeschossig, erstes und zweites Obergeschoss durch eine Kolossalordnung zusammengefasst, Portal und Gesimse aus Sandstein, Sockel Massiv-Beton mit angegossener, steinmetzmäßig strukturierter Oberfläche, Eisenbetonskelettbau, Neue Sachlichkeit mit klassizistischen Elementen, 1912 | D-4-74-126-403 Wikidata | BW             |
| Löschwöhrdstraße 1, 3 (Standort)                                                                             | Allgemeine Ortskrankenkasse                                           | Zweigeschossiger Traufseitbau mit Mansardgiebeldach und Zwerchhäusern, expressionistischer Heimatstil, um 1925 | D-4-74-126-182 Wikidata | weitere Bilder |
| Löschwöhrdstraße 5 (Standort)                                                                                | Landwirtschaftsschule                                                 | L-förmiger zweigeschossiger Baukomplex mit Walmdächern, expressionistischer Heimatstil, bezeichnet „1925“ | D-4-74-126-183 Wikidata | weitere Bilder |
| Luitpoldstraße 1 (Standort)                                                                                  | Schule                                                                | Monumentaler Neurenaissancebau mit Ziergiebeln, 1903/04 von Fritz Walter | D-4-74-126-186 Wikidata | weitere Bilder |
| Löschwöhrdstraße 4 (Standort)                                                                                | Turnhalle                                                             | mit drei Wappensteinen der ehemaligen Neuwerkbastion, 17. Jahrhundert | D-4-74-126-186 Wikidata | weitere Bilder |
| Luitpoldstraße 1, Löschwöhrdstraße 4 (Standort)                                                              | Schule                                                                | Bauzeitliches Nebengebäude | D-4-74-126-186 Wikidata | BW             |
| Luitpoldstraße 2 (Standort)                                                                                  | Mietshaus                                                             | Eckhaus mit Jugendstilmotiven, um 1909; Einfriedung | D-4-74-126-187 Wikidata | weitere Bilder |
| Luitpoldstraße 3; Luitpoldstraße; Löschwöhrdstraße (Standort)                                                | Wohnhaus                                                              | Zweigeschossiger Walmdachbau, barockisierend, bezeichnet „1914“ | D-4-74-126-188 Wikidata | BW             |
| Luitpoldstraße 3; Luitpoldstraße; Löschwöhrdstraße (Standort)                                                | Einfriedung                                                           | | D-4-74-126-188 Wikidata | BW             |
| Luitpoldstraße 4; Luitpoldstraße (Standort)                                                                  | Mietshaus                                                             | Eckhaus mit Jugendstilmotiven, bezeichnet „1909“ | D-4-74-126-189 Wikidata | weitere Bilder |
| Luitpoldstraße 4; Luitpoldstraße (Standort)                                                                  | Einfriedung                                                           | | D-4-74-126-189 Wikidata | BW             |
| Mayer-Franken-Straße 40 (Standort)                                                                           | Ehemalige Villa Hornschuch, heute Jörg-Creutzer-Altenheim             | Zweigeschossig, barockisierender Jugendstil, 1911/12 von Jakobert und Mathy/Nürnberg | D-4-74-126-394 Wikidata | BW             |
| Merianstraße 18 (Standort)                                                                                   | Kreuzstein                                                            | Sandstein, 15. Jahrhundert | D-4-74-126-198 Wikidata | BW             |
| Neue Wiese (Standort)                                                                                        | Marter                                                                | Sandstein, bezeichnet „1929“ | D-4-74-126-9 Wikidata   | BW             |
| Nürnberger Straße 11 (Standort)                                                                              | Wohnhaus                                                              | Zweigeschossiges Eckhaus in Neurenaissance-Formen, bezeichnet „1893“ | D-4-74-126-204 Wikidata | weitere Bilder |
| Nürnberger Straße (Standort)                                                                                 | Remise                                                                | | D-4-74-126-204 Wikidata | BW             |
| Nürnberger Straße 11; Nürnberger Straße (Standort)                                                           | Einfriedung                                                           | | D-4-74-126-204 Wikidata | BW             |
| Nürnberger Straße 14 (Standort)                                                                              | Wohnhaus                                                              | Zweigeschossiges Mansarddachhaus, ehemals bezeichnet „1757“, 1904 um eine Fensterachse erweitert | D-4-74-126-206 Wikidata | weitere Bilder |
| Nürnberger Straße 22 (Standort)                                                                              | Ehemaliges Rentamt                                                    | Stattlicher zweigeschossiger Sandsteinquaderbau unter Mansardwalmdach, Neurenaissance, bezeichnet „1894“ | D-4-74-126-208 Wikidata | weitere Bilder |
| Nürnberger Straße 22 (Standort)                                                                              | Nebengebäude                                                          | | D-4-74-126-208 Wikidata | weitere Bilder |
| Nürnberger Straße 24 (Standort)                                                                              | Villa                                                                 | Villa, zweigeschossiger Massivbau über Sandsteinsockel, in Ecklage, mit Mansardwalmdach, Zwerchhausrisaliten mit Schmuckgiebeln, Eckerker mit Turmhelm und Werksteindekor, im Stil der Neorenaissance, um 1895 | D-4-74-126-209 Wikidata | weitere Bilder |
| Nürnberger Straße 24 (Standort)                                                                              | Einfriedung                                                           | Eisenzaun zwischen Sandsteinpfeilern mit Tor und Pforte, um 1895 | D-4-74-126-209 Wikidata | weitere Bilder |
| Örtelberg, etwa einen Kilometer vom nordöstlichen Ortsrand entfernt (Standort)                               | Marter                                                                | Sandsteinsäule, 17. Jahrhundert | D-4-74-126-318          | BW             |
| Örtelbergäcker (Standort)                                                                                    | Marter mit Ruhestein                                                  | Kapitell erneuert | D-4-74-126-319 Wikidata | BW             |
| Regnitzsee (Standort)                                                                                        | Regnitzbrücke                                                         | Sandsteinquaderbau, 16. bis 18. Jahrhundert; mit Brückenfigur heiliger Johann Nepomuk, um 1746 und Muttergottes | D-4-74-126-7 Wikidata   | BW             |
| Nähe Regnitzsee, westlich alter Regnitzbrücke (Standort)                                                     | Marter                                                                | Ionische Sandsteinsäule, auf Schaft Handwerkszeichen der Büttner, Ende 18. Jahrhundert | D-4-74-126-320 Wikidata | BW             |
| Nähe Regnitzsee (Standort)                                                                                   | Marter                                                                | Ionische Sandsteinsäule, erste Hälfte 18. Jahrhundert | D-4-74-126-8 Wikidata   | BW             |
| Seltsamplatz 1 (Standort)                                                                                    | Torhaus der ehemaligen Fabrik für chemische Industrie F. Seltsam      | Eingeschossiger Walmdachbau, neubarock, um 1908 | D-4-74-126-60 Wikidata  | weitere Bilder |
| Seltsamplatz 1 (Standort)                                                                                    | Ummauerung des ehemaligen Fabrikgeländes                              | Ziegelstein | D-4-74-126-60 Wikidata  | weitere Bilder |
| Nähe Untere Kellerstraße, bei der katholischen Filialkirche St. Anna (Standort)                              | Marter                                                                | Sandsteinsäule, 17./18. Jahrhundert | D-4-74-126-273          | BW             |
| Nähe Untere Kellerstraße, bei der katholischen Filialkirche St. Anna (Standort)                              | Ruhestein                                                             | | D-4-74-126-273          | BW             |
| Zweibrückenstraße 32, 32a (Standort)                                                                         | Mietshaus                                                             | Dreigeschossiges Doppelhaus in Jugendstilformen, bezeichnet „1910“ | D-4-74-126-307 Wikidata | weitere Bilder |
| Zweibrückenstraße 38 (Standort)                                                                              | Evangelisch-lutherisches Pfarrhaus                                    | Neugotisch, um 1895/1900 | D-4-74-126-308 Wikidata | weitere Bilder |
| Zweibrückenstraße 38 (Standort)                                                                              | Nebengebäude                                                          | Und Gartenumfriedung | D-4-74-126-308 Wikidata | BW             |
| Zweibrückenstraße 40 (Standort)                                                                              | Evangelisch-lutherische Stadtpfarrkirche St. Johannes                 | Emporenhalle mit abgewalmtem Satteldach, polygonalem Chorschluss, Querhaus und Turmfront, werksteinsichtiger Sandsteinquaderbau, im Stil der Neogotik, von Gustav Haeberle, 1894–96; mit Ausstattung | D-4-74-126-309 Wikidata | weitere Bilder |
| Zweibrückenstraße 42 (Standort)                                                                              | Wohnhaus                                                              | Dreigeschossiger Neurenaissancebau, verputzt mit Sandsteingliederung, um 1885 | D-4-74-126-310 Wikidata | weitere Bilder |

### Buckenhofen
| Lage                                                     | Objekt                               | Beschreibung                                                      | Akten-Nr.               | Bild                            |
| -------------------------------------------------------- | ------------------------------------ | ----------------------------------------------------------------- | ----------------------- | ------------------------------- |
| Buckenhofener Straße 89a (Standort)                      | Wohnstallhaus                        | Erdgeschossiger, giebelständiger Fachwerkbau, 18./19. Jahrhundert | D-4-74-126-325 Wikidata | BW                              |
| Nähe Buckenhofener Straße (Standort)                     | Katholische Kapelle Sankt Maria      | 1872, mit Ausstattung                                             | D-4-74-126-323 Wikidata | Katholische Kapelle Sankt Maria |
| Nähe Buckenhofener Straße, bei der Wegkapelle (Standort) | Martern                              | Zwei Sandsteinsäulen, 17. Jahrhundert                             | D-4-74-126-329 Wikidata | BW                              |
| Nähe Buckenhofener Straße (Standort)                     | Wegkapelle Maria auf dem weiten Feld | 19. Jahrhundert, mit Ausstattung                                  | D-4-74-126-326 Wikidata | BW                              |
| Nähe Buckenhofener Straße, bei der Wegkapelle (Standort) | Steinbank                            | Zweite Hälfte 18. Jahrhundert                                     | D-4-74-126-327 Wikidata | BW                              |
| Nähe Buckenhofener Straße (Standort)                     | Wegkreuz                             | 18. Jahrhundert; bei der Wegkapelle                               | D-4-74-126-328 Wikidata | BW                              |
| Nähe Buckenhofener Straße (Standort)                     | Marter                               | Sandsteinsäule, wohl 17. Jahrhundert                              | D-4-74-126-324 Wikidata | BW                              |

### Burk
| Lage                                                             | Objekt                                               | Beschreibung                                                                           | Akten-Nr.               | Bild                                 |
| ---------------------------------------------------------------- | ---------------------------------------------------- | -------------------------------------------------------------------------------------- | ----------------------- | ------------------------------------ |
| Am Schellenberg, an der alten Straße nach Heroldsbach (Standort) | Kreuzstein                                           | Wohl spätmittelalterlich                                                               | D-4-74-126-347          | BW                                   |
| Beim Sauweiher, an der B 470 in Richtung Wimmelbach (Standort)   | Kreuzstein                                           | Sandstein, wohl spätmittelalterlich                                                    | D-4-74-126-476          | BW                                   |
| Bundesstraße 470 (Standort)                                      | Sogenannte Schöne Marter                             | 1470                                                                                   | D-4-74-126-342 Wikidata | BW                                   |
| Burker Straße (Standort)                                         | Hofumfriedung                                        | Aus Kragsteinen der Forchheimer Befestigungsanlagen, 17. Jahrhundert                   | D-4-74-126-331 Wikidata | BW                                   |
| Burker Straße 36 (Standort)                                      | Bauernhaus                                           | Erdgeschossiger, giebelständiger Riegelfachwerkbau, 18. Jahrhundert                    | D-4-74-126-330 Wikidata | BW                                   |
| Burker Straße 40 (Standort)                                      | Bauernhaus                                           | Erdgeschossiger, giebelständiger Fachwerkbau, zweite Hälfte 18. Jahrhundert            | D-4-74-126-332 Wikidata | BW                                   |
| Burker Straße 40 (Standort)                                      | Fachwerkstadel                                       | 18. Jahrhundert                                                                        | D-4-74-126-332 Wikidata | BW                                   |
| Burker Straße 71 (Standort)                                      | Bauernhaus                                           | Erdgeschossiger Fachwerkbau, massiv untersetzt, erste Hälfte 19. Jahrhundert           | D-4-74-126-335 Wikidata | BW                                   |
| Dorfäcker, südlich des Ortes (Standort)                          | Marter, sogenannte Weintraubenmarter                 | Ionische Sandsteinsäule, bezeichnet „1690“                                             | D-4-74-126-343 Wikidata | Marter, sogenannte Weintraubenmarter |
| Kirchplatz (Standort)                                            | Brunnensäule                                         | Gusseisen, Ende 19. Jahrhundert                                                        | D-4-74-126-337 Wikidata | BW                                   |
| Kirchplatz 1; Zur Sportinsel 23 (Standort)                       | Katholische Pfarrkirche zu den Heiligen Drei Königen | 1728 Umbau der mittelalterlichen Anlage, neubarocker Turm nach 1901; mit Ausstattung   | D-4-74-126-336 Wikidata | weitere Bilder                       |
| Kirchplatz 1; Zur Sportinsel 23 (Standort)                       | Kirchhofbefestigung                                  | Sandsteinquader-Mauer, 16. Jahrhundert                                                 | D-4-74-126-336 Wikidata | BW                                   |
| Röthenstraße, am Westrand des Ortes (Standort)                   | Marter                                               | Auf Sandsteinsockel, 17./18. Jahrhundert                                               | D-4-74-126-345 Wikidata | BW                                   |
| Röthenstraße 3 (Standort)                                        | Scheune                                              | Eingeschossiger, giebelständiger Fachwerkbau, 18./19. Jahrhundert                      | D-4-74-126-339 Wikidata | BW                                   |
| Stillstraße (Standort)                                           | Hofumfriedung                                        | Aus Kragsteinen der Forchheimer Befestigungsanlagen, 17. Jahrhundert                   | D-4-74-126-338          | BW                                   |
| Zur Sportinsel 10 (Standort)                                     | Bauernhaus                                           | Zweigeschossiger Giebelbau, Sandsteinquader und Fachwerk, erste Hälfte 19. Jahrhundert | D-4-74-126-341 Wikidata | BW                                   |
| Zur Sportinsel 10 (Standort)                                     | Scheune                                              | Angebaut                                                                               | D-4-74-126-341 Wikidata | BW                                   |

### Kersbach
| Lage | Objekt                                                        | Beschreibung | Akten-Nr.               | Bild           |
| --- | ------------------------------------------------------------- | --- | ----------------------- | -------------- |
| Kersbacher Straße 28 (Standort)                                                                                           | Wegkreuz                                                      | Zweites Viertel 19. Jahrhundert, von Anton Scheller; an der Fassade von Nr. 28 | D-4-74-126-348 Wikidata | BW             |
| Kirchenring 17 (Standort)                                                                                                 | Wegkreuz                                                      | Zweites Viertel 19. Jahrhundert, von Anton Scheller; vor Nr. 17 | D-4-74-126-349 Wikidata | Wegkreuz       |
| Kühwiesen, westlich des Ortes (Standort)                                                                                  | Feldkapelle                                                   | Mitte 19. Jahrhundert | D-4-74-126-351          | Feldkapelle    |
| Laschbach, am alten Weg von Poxdorf nach Pinzberg unweit nach dessen Unterbrechung durch die Staatsstraße 2243 (Standort) | Kreuzstein, sogenannter Schleifer- oder Scherenschleiferstein | Sandstein, fragmentiert, 17. Jahrhundert | D-4-74-160-29 Wikidata  | BW             |
| Laschbach, im Wald südlich des Kröttentals an der Straße nach Effeltrich (Standort)                                       | Steinmal, sogenannter Scherenschleiferstein                   | Bezeichnet „1661“ | D-4-74-126-1 Wikidata   | BW             |
| Nähe Kersbacher Straße (Standort)                                                                                         | Wegekreuz                                                     | Holz | D-4-74-126-415 Wikidata | BW             |
| Rittigfeld, an der Straße nach Forchheim (Standort)                                                                       | Sandsteinsäule                                                | Erste Hälfte 18. Jahrhundert | D-4-74-126-352          | BW             |
| Sankt-Ottilien-Platz 1 (Standort)                                                                                         | Katholische Pfarrkirche St. Johannes Baptist und St. Ottilie  | Chorturm um 1417, Langhaus 1743/44 nach Plänen von Michael Küchel, bezeichnet „1744“; mit Ausstattung; Kirchhof mit Befestigung, spätmittelalterliche Teile an der Süd-, Ost- und Nordseite, Sandsteinmauer der Westseite 1744, mit hohen Pfeilern | D-4-74-126-350 Wikidata | weitere Bilder |

### Reuth
| Lage                                                                                            | Objekt                                             | Beschreibung | Akten-Nr.               | Bild           |
| ----------------------------------------------------------------------------------------------- | -------------------------------------------------- | --- | ----------------------- | -------------- |
| Am Schwedengraben 1; Wiesent (Standort)                                                         | Wasserkraftwerk der ehemaligen Spinnerei Forchheim | Stattlicher Backsteinbau mit Lisenengliederung, 1896; technische Anlagen teilweise 1923 und später verändert                          | D-4-74-126-391 Wikidata | BW             |
| Bei der Steinernen Marter, an der Ruhstraße bei der Abzweigung der Straße Zur Marter (Standort) | Sandsteinsäule                                     | 17./18. Jahrhundert | D-4-74-126-377 Wikidata | BW             |
| Bischofsberg 2; Nähe Bischofsberg (Standort)                                                    | Ehemaliger Pfarrhof                                | Pfarrhaus, zweigeschossiger Sandsteinquaderbau, 1856; Pfarrscheune, Fachwerk, Anfang 19. Jahrhundert                                  | D-4-74-126-354 Wikidata | BW             |
| Ebermannstädter Straße 3 (Standort)                                                             | Scheune                                            | Eingeschossiger Giebelbau, Fachwerk, 19. Jahrhundert                                                                                  | D-4-74-126-355 Wikidata | BW             |
| Georg-Büttel-Straße 1; Georg-Büttel-Straße 3 (Standort)                                         | Katholische Pfarrkirche St. Johann Baptist         | Neubau ab 1712 von Johann Friedrich Rosenzweig d. Ä., Turm 1717; mit Ausstattung und Erweiterungsbau, um 1960                         | D-4-74-126-357 Wikidata | BW             |
| Georg-Büttel-Straße 2 (Standort)                                                                | Scheune                                            | Eingeschossiger Fachwerkbau, 18. Jahrhundert                                                                                          | D-4-74-126-356 Wikidata | BW             |
| Georg-Büttel-Straße 4 (Standort)                                                                | Bauernhaus                                         | Zweigeschossiger Traufseitbau mit Frackdach, erste Hälfte 19. Jahrhundert; zwei Scheunen, Fachwerk, 18. Jahrhundert                   | D-4-74-126-358 Wikidata | BW             |
| Hofäcker, am Weg nach Gosberg (Standort)                                                        | Marterfragment                                     | 17./18. Jahrhundert | D-4-74-126-378 Wikidata | BW             |
| Hofäcker, am Weg nach Gosberg (Standort)                                                        | Kreuzstein                                         | Spätmittelalterlich | D-4-74-126-379          | BW             |
| Hofteile, am östlichen Ortsausgang (Standort)                                                   | Betsäule                                           | Sandsteinpfeiler, verputzt, mit Figurennische, frühes 19. Jahrhundert                                                                 | D-4-74-126-376 Wikidata | BW             |
| Hutstraße 1 (Standort)                                                                          | Scheune                                            | Fachwerk, Satteldach, 18. Jahrhundert                                                                                                 | D-4-74-126-360 Wikidata | BW             |
| Hutstraße 3 (Standort)                                                                          | Scheune                                            | Eingeschossiger Giebelbau, Sandsteinquader und Fachwerk, erste Hälfte 19. Jahrhundert                                                 | D-4-74-126-361 Wikidata | BW             |
| Hutstraße 14 (Standort)                                                                         | Gasthaus                                           | Zweigeschossiger Walmdachbau, Obergeschoss Fachwerk, um 1800                                                                          | D-4-74-126-362 Wikidata | BW             |
| Hutstraße 15 (Standort)                                                                         | Forsthaus                                          | Zweigeschossiger Walmdachbau, Sandsteinquader und Fachwerk, bezeichnet „1777“ von Lorenz Fink; Nebengebäude, Fachwerk                 | D-4-74-126-363 Wikidata | BW             |
| Hutstraße 16 (Standort)                                                                         | Scheune                                            | Giebelbau, Sandsteinquader und Fachwerk, erste Hälfte 19. Jahrhundert                                                                 | D-4-74-126-364 Wikidata | BW             |
| Kindergartenweg 7 (Standort)                                                                    | Scheune                                            | Eingeschossiger Giebelbau, Sandsteinquader und Fachwerk, 18./19. Jahrhundert                                                          | D-4-74-126-365 Wikidata | BW             |
| Mühlhof 1; Mühlhof 2a (Standort)                                                                | Ehemalige Mühle                                    | Zweiflügelanlage, zweigeschossig, Obergeschoss Fachwerk, frühes 19. Jahrhundert                                                       | D-4-74-126-366 Wikidata | BW             |
| Nähe Reuther Straße (Standort)                                                                  | Scheune                                            | Eingeschossiger Satteldachbau, Fachwerk, 18. Jahrhundert                                                                              | D-4-74-126-374          | BW             |
| Reuther Straße 1 (Standort)                                                                     | Bauernhaus                                         | Zweigeschossiger Satteldachbau, Sandsteinquader, Obergeschoss und Giebel Fachwerk, bezeichnet „1806“                                  | D-4-74-126-367 Wikidata | BW             |
| Reuther Straße 2 (Standort)                                                                     | Hausfigur                                          | Stehende Muttergottes, um 1600 | D-4-74-126-368 Wikidata | BW             |
| Reuther Straße 14a (Standort)                                                                   | Remise                                             | Zweigeschossiger Giebelbau, Sandsteinquader und Fachwerk, erste Hälfte 18. Jahrhundert                                                | D-4-74-126-370 Wikidata | weitere Bilder |
| Reuther Straße 15 (Standort)                                                                    | Bauernhaus                                         | Eingeschossiger Traufseitbau, verputzt, Fachwerkgiebel, Anfang 19. Jahrhundert; Scheune, eingeschossiger Fachwerkbau, 18. Jahrhundert | D-4-74-126-371 Wikidata | BW             |
| Reuther Straße 16 (Standort)                                                                    | Scheune                                            | Eingeschossiger Giebelbau, Sandstein und Fachwerk, 18. Jahrhundert                                                                    | D-4-74-126-372 Wikidata | BW             |
| Reuther Straße 20 (Standort)                                                                    | Ehemaliges Bauernhaus                              | Eingeschossiger Satteldachbau mit Fachwerkgiebel, wohl noch 17. Jahrhundert                                                           | D-4-74-126-373 Wikidata | BW             |

### Serlbach
| Lage                   | Objekt                          | Beschreibung                                                                                                | Akten-Nr.               | Bild                            |
| ---------------------- | ------------------------------- | --- | ----------------------- | ------------------------------- |
| In Serlbach (Standort) | Katholische Kapelle Sankt Maria | 1948, mit Ausstattung des 17. bis 19. Jahrhunderts                                                          | D-4-74-126-380 Wikidata | Katholische Kapelle Sankt Maria |
| Serlbach 6 (Standort)  | Wohnstallhaus                   | Zweigeschossiger Satteldachbau mit Fachwerkobergeschoss und -giebel, erste Hälfte 19. Jahrhundert; Backhaus | D-4-74-126-381 Wikidata | BW                              |

### Sigritzau
| Lage                                                     | Objekt                          | Beschreibung                                                                                                | Akten-Nr.               | Bild     |
| -------------------------------------------------------- | ------------------------------- | --- | ----------------------- | -------- |
| In Sigritzau (Standort)                                  | Katholische Kapelle Sankt Maria | Neugotisch mit Spitzhelmturm, 1856; mit Ausstattung                                                         | D-4-74-126-382 Wikidata | BW       |
| Sigritzau 1; In Sigritzau (Standort)                     | Gasthaus                        | Zweigeschossiges Frackdachhaus mit Fachwerkobergeschoss und -giebel, um 1800; zugehörige Scheunen, Fachwerk | D-4-74-126-383 Wikidata | Gasthaus |
| Sigritzau 2 (Standort)                                   | Wohnstallhaus                   | Frackdach und Fachwerkobergeschoss, bezeichnet „1778“ und „1821“; Nebengebäude                              | D-4-74-126-384 Wikidata | BW       |
| Weiherwiesen, unmittelbar südlich vor dem Ort (Standort) | Siegritzau Marter               | Sandsteinsäule, bezeichnet „1730 GNB 1862“                                                                  | D-4-74-126-385 Wikidata | BW       |
| Sigritzau 3 (Standort)                                   | Wegkreuz                        | Holz, Mitte 19. Jahrhundert; bei Nr. 3                                                                      | D-4-74-126-417 Wikidata | BW       |

## Ehemalige Baudenkmäler
In diesem Abschnitt sind Objekte aufgeführt, die früher einmal in der Denkmalliste eingetragen waren, jetzt aber nicht mehr. Objekte, die in anderem Zusammenhang – also z. B. als Teil eines Baudenkmals – weiter eingetragen sind, sollen hier nicht aufgeführt werden. Aktennummern in diesem Abschnitt sind ehemalige, jetzt nicht mehr gültige Aktennummern.

| Lage                                     | Objekt                                                               | Beschreibung | Akten-Nr.               | Bild |
| ---------------------------------------- | -------------------------------------------------------------------- | --- | ----------------------- | ---- |
| Forchheim Die Breite, Zweng (Standort)   | Abschnitt des Ludwig-Donau-Main-Kanals                               | Künstlich angelegte Wasserstraße zwischen Kelheim und Bamberg auf einer Länge von 173 km mit ehemals 100 Schleusen, zahlreichen wasser- und schifffahrtstechnischen Anlagen und Gebäuden zur Herstellung eines durchgehenden Wasserweges zwischen Nordsee und dem Schwarzen Meer, auf Veranlassung König Ludwigs I. von Bayern durch Heinrich Freiherr von Pechmann, 1836–45 | D-4-74-126-4            | BW   |
| Forchheim Paradeplatz 5 (Standort)       | Ehemaliges Brauereianwesen, seit 17. Jahrhundert Gasthaus zum Schwan | Seitenflügel, im Kern 18. Jahrhundert | D-4-74-126-213 Wikidata | BW   |
| Forchheim Sattlertorstraße 22 (Standort) | Wohnhaus                                                             | Zweigeschossiges Eckhaus, Neubau von 1978 mit Fachwerkteilen des Vorgängerbaus, 16./17. Jahrhundert | D-4-74-126-259 Wikidata | BW   |
| Kersbach Dörrwiesen, Hutweide (Standort) | Sogenannter Ruhstein                                                 | Sandstein | D-4-74-126-353 Wikidata | BW   |

## Abgegangene Baudenkmäler
In diesem Abschnitt sind Objekte aufgeführt, die früher einmal in der Denkmalliste eingetragen waren, jetzt aber nicht mehr existieren, z. B. weil sie abgebrochen wurden. Aktennummern in diesem Abschnitt sind ehemalige, jetzt nicht mehr gültige Aktennummern.

| Lage                                              | Objekt                                                     | Beschreibung                                                                 | Akten-Nr.               | Bild           |
| ------------------------------------------------- | ---------------------------------------------------------- | ---------------------------------------------------------------------------- | ----------------------- | -------------- |
| Forchheim Bamberger Straße 13 (Standort)          | Wohnhaus                                                   | Zweigeschossiges Walmdachhaus, 17./18. Jahrhundert                           | D-4-74-126-30 Wikidata  | BW             |
| Forchheim Fuchsenstraße 4                         | Wohnhaus, ehemals zum Willenberger- oder Puffenhof gehörig | Zweigeschossiger Satteldachbau, abgewalmt, erste Hälfte 19. Jahrhundert      | D-4-74-126-68 Wikidata  | BW             |
| Forchheim Fuchsenstraße 4                         | Scheune                                                    | 18. Jahrhundert                                                              | D-4-74-126-68 Wikidata  | BW             |
| Forchheim Paradeplatz 14                          | Rückgebäude                                                | Fachwerk                                                                     | D-4-74-126-215 Wikidata | BW             |
| Forchheim Paradeplatz 15                          | Scheune                                                    |                                                                              | D-4-74-126-215          | BW             |
| Forchheim Wiesentstraße 23 (Standort)             | Wohnhaus                                                   | Zweigeschossiges Giebelhaus, 18. Jahrhundert                                 | D-4-74-126-297          | weitere Bilder |
| Forchheim Wiesentstraße 23 (Standort)             | Scheune                                                    | 18. Jahrhundert                                                              | D-4-74-126-29           | weitere Bilder |
| Forchheim Wiesentstraße 25 (Standort)             | Wohnhaus                                                   | Zweigeschossiger Satteldachbau, zur Wiesentstraße abgewalmt, 18. Jahrhundert | D-4-74-126-298 Wikidata | weitere Bilder |
| Forchheim Bahnlinie Nürnberg – Bamberg (Standort) | Eisenbahnbrücke der Ludwig-Süd-Nord-Bahn über den Augraben | Sandsteinquaderbrücke mit drei Stichbögen, 1843                              | D-4-74-126-390 Wikidata | weitere Bilder |
| Burk Burker Straße 70 (Standort)                  | Austragshaus                                               | Eingeschossiger Fachwerkbau, Satteldach                                      | D-4-74-126-414 Wikidata | BW             |